# Championnat du monde de hockey sur glace 2018
Navigation
Allemagne et France 2017 Slovaquie 2019
Le championnat du monde de hockey sur glace 2018 a lieu du 4 au 20 mai 2018 dans les villes de Copenhague et Herning, au Danemark.

## Format de la compétition

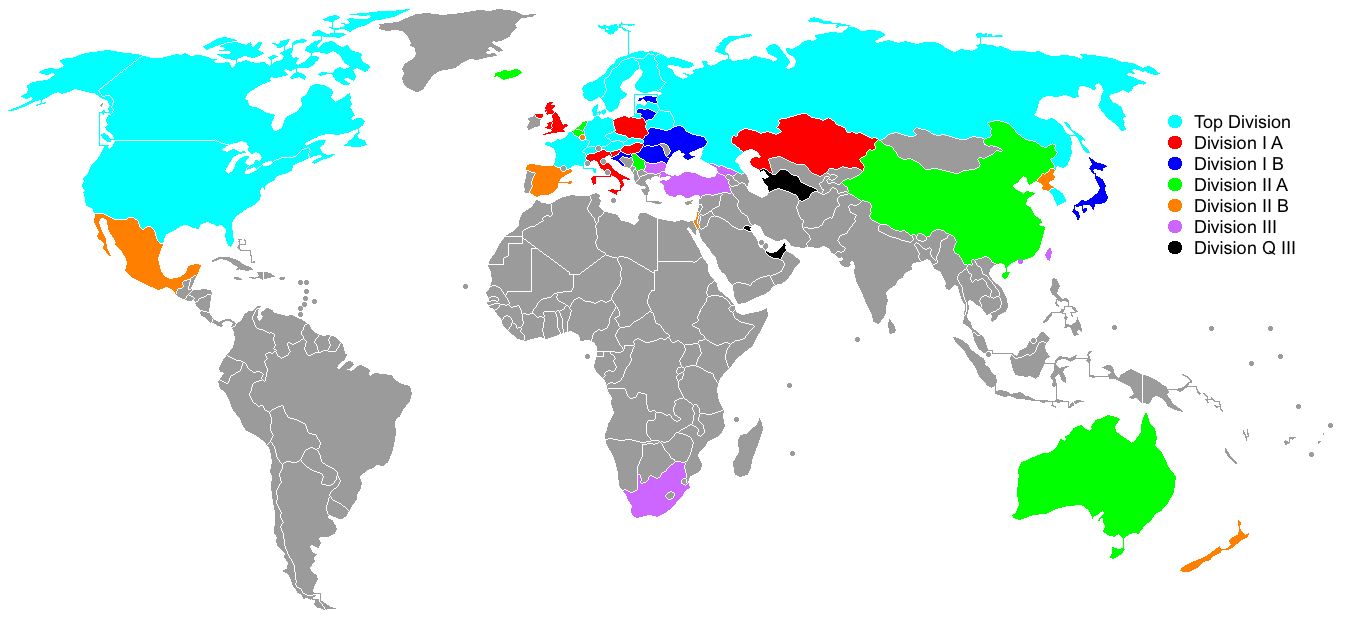
Nations participant au Championnat du monde de hockey sur glace 2018, par division

Le Championnat du monde de hockey sur glace est un ensemble de plusieurs tournois regroupant les nations en fonction de leur niveau. Les meilleures équipes disputent le titre dans la Division Élite. Cette Division regroupe 16 équipes réparties en deux groupes de 8 qui disputent un tour préliminaire. Les 4 premiers de chaque groupe sont qualifiés pour les quarts de finale et les derniers sont relégués en Division IA à l'exception de la Slovaquie, organisatrice de l'édition 2019, qui ne peut être reléguée même si elle termine à la dernière place du groupe A. 
Pour les autres divisions qui comptent 6 équipes (sauf la Qualification pour la Division III), les équipes s’affrontent entre elles et, à l'issue de cette compétition, le premier est promu dans la division supérieure et le dernier est relégué dans la division inférieure. 
En Qualifications pour Division III, le vainqueur de la finale est promu en Division III.
Lors des phases de poule, les points sont attribués ainsi :
- 3 points pour une victoire dans le temps réglementaire ;
- 2 points pour une victoire en prolongation ou aux tirs de fusillade ;
- 1 point pour une défaite en prolongation ou aux tirs de fusillade ;
- aucun point pour une défaite dans le temps réglementaire.

## Division Élite
Le 23 mai 2014, le Danemark, qui a déposé sa candidature comme pays hôte pour ce championnat du monde, a été préféré à la Lettonie à la suite d'un vote du congrès annuel de la Fédération internationale de hockey sur glace au résultat de 95 voix contre 12.

### Patinoires
| \| Copenhague Herning \| Localisation des villes de Copenhague et Herning au Danemark. |
| Copenhague Herning                                                                     |

| Copenhague                         | Herning                            |
|                                    |                                    |
| Royal Arena (en) Capacité : 12 500 | Jyske Bank Boxen Capacité : 12 000 |

### Officiels
La fédération internationale de hockey sur glace a sélectionné 16 arbitres et 16 juges de lignes pour cette compétition,.
| - Mark Lemelin (3) - Oliver Gouin (6) - Brett Iverson (5) - Jan Hribik (10) - Antonín Jeřábek (12) - Mikko Kaukokari (47) - Aleksi Rantala (14) - Gordon Schukies (21) | - Roman Gofman (25) - Konstantin Olenine (26) - Tobias Wehrli (36) - Jozef Kubuš (28) - Linus Öhlund (34) - Mikael Sjöqvist (44) - Timothy Mayer (41) - Stephen Reneau (48) |

| - Dmitri Golyak (53) - Dustin McCrank (54) - Nathan Vanoosten (55) - Miroslav Lhotský (60) - Rene Jensen (62) - Hannu Sormunen (63) - Sakari Suominen (66) - Lukas Kohlmüller (68) | - Jon Kilian (72) - Aleksandr Otmakhov (73) - Gleb Lazarev (75) - Nicolas Fluri (85) - Peter Šefčík (78) - Andreas Malmqvist (82) - Jake Davis (88) - Brian Oliver (87) |

### Équipes
Chaque équipe est constituée au minimum de 15 joueurs et 2 gardiens et, au maximum, de 22 joueurs et 3 gardiens.

### Tour préliminaire

#### Aperçu des résultats
La division Élite regroupe 16 équipes, réparties en deux groupes (entre parenthèses le classement IIHF),.
| Pays             |       |     |     |       |       |       |       |       |
| ---------------- | ----- | --- | --- | ----- | ----- | ----- | ----- | ----- |
| Autriche IA (16) |       | 4-0 | 2-5 | 3-4   | 0-7   | 2-4   | 0-7   | 2-3 P |
| Biélorussie (10) | 0-4   |     | 2-6 | 0-3   | 0-6   | 4-7   | 0-5   | 2-5   |
| France (13)      | 5-2   | 6-2 |     | 0-6   | 0-7   | 1-3   | 0-4   | 1-5   |
| Tchéquie (6)     | 4-3   | 3-0 | 6-0 |       | 4-3 P | 3-2 P | 2-3   | 5-4 F |
| Russie (2)       | 7-0   | 6-0 | 7-0 | 3-4 P |       | 4-0   | 1-3   | 4-3   |
| Slovaquie (11)   | 4-2   | 7-4 | 3-1 | 2-3 P | 0-4   |       | 3-4 P | 0-2   |
| Suède (3)        | 7-0   | 5-0 | 4-0 | 3-2   | 3-1   | 4-3 P |       | 5-3   |
| Suisse (7)       | 3-2 P | 5-2 | 5-1 | 4-5 F | 3-4   | 2-0   | 3-5   |       |

| Pays                 |       |       |      |       |       |       |       |       |
| -------------------- | ----- | ----- | ---- | ----- | ----- | ----- | ----- | ----- |
| Allemagne (8)        |       | 0-3   | 6-1  | 2-3 F | 0-3   | 3-2 P | 1-3   | 4-5 F |
| Canada (1)           | 3-0   |       | 10-0 | 7-1   | 4-5 F | 1-5   | 2-1 P | 5-0   |
| Corée du Sud IA (21) | 1-6   | 0-10  |      | 1-3   | 1-13  | 1-8   | 0-5   | 0-3   |
| Danemark H (14)      | 3-2 F | 1-7   | 3-1  |       | 0-4   | 3-2   | 0-1   | 3-0   |
| États-Unis (5)       | 3-0   | 5-4 F | 13-1 | 4-0   |       | 2-6   | 3-2 P | 9-3   |
| Finlande (4)         | 2-3 P | 5-1   | 8-1  | 2-3   | 6-2   |       | 8-1   | 7-0   |
| Lettonie (12)        | 3-1   | 1-2 P | 5-0  | 1-0   | 2-3 P | 1-8   |       | 3-2 P |
| Norvège (9)          | 5-4 F | 0-5   | 3-0  | 0-3   | 3-9   | 0-7   | 2-3 P |       |

IA : Promu de la Division IA   -   H : pays hôte   -   P : Prolongation   -   F : Tirs de fusillade
Les 4 premiers de chaque groupe sont qualifiés pour les quarts de finale et les derniers sont relégués en Division IA à l'exception de la Slovaquie, organisateur de l'édition 2019, qui ne peut être reléguée même si elle termine à la dernière place du groupe A.

#### Groupe A

##### Matches
| 4 mai | Russie | 7-0 (3-0, 1-0, 3-0) | France | Royal Arena 6 453 spectateurs |

| Feuille de match | Feuille de match | Feuille de match                 | Feuille de match | Feuille de match                                                                            |
| ---------------- | --- | -------------------------------- | ---------------- | ------------------------------------------------------------------------------------------- |
|                  | Kaprizov (Dadonov, Zaïtsev) — 7 min 8 s Boutchnevitch (Grigorenko) — 8 min 18 s Dadonov (Kaprizov, Khafizoulline) — 10 min 22 s Kaprizov (Datsiouk, Zaïtsev) — 37 min 59 s Barabanov (Kisselevitch, Kabloukov) — 42 min 36 s Chalounov (Datsiouk, Khafizoulline) — 44 min 50 s (SN) Anissimov (Nesterov, Grigorenko) — 57 min 13 s | 1-0 2-0 3-0 4-0 5-0 6-0 7-0      | -                | Arbitrage : Jan Hribik et Mikael Sjöqvist Juges de lignes : Peter Šefčík et Sakari Suominen |
| Kochetchkine     | Gardiens | Hardy (40 min) Quemener (20 min) |                  | Arbitrage : Jan Hribik et Mikael Sjöqvist Juges de lignes : Peter Šefčík et Sakari Suominen |
| 6 min            | Pénalités | 8 min                            |                  | Arbitrage : Jan Hribik et Mikael Sjöqvist Juges de lignes : Peter Šefčík et Sakari Suominen |
| 39               | Tirs | 10                               |                  | Arbitrage : Jan Hribik et Mikael Sjöqvist Juges de lignes : Peter Šefčík et Sakari Suominen |

| 4 mai | Suède | 5-0 (2-0, 2-0, 1-0) | Biélorussie | Royal Arena 10 884 spectateurs |

| Feuille de match | Feuille de match | Feuille de match                                 | Feuille de match | Feuille de match                                                                                  |
| ---------------- | --- | ------------------------------------------------ | ---------------- | ------------------------------------------------------------------------------------------------- |
|                  | Andersson (Kempe, Everberg) — 9 min 17 s Nyquist (Klingberg, Lindholm) — 9 min 45 s Janmark (Rakell, Zibanejad) — 23 min 49 s Rakell — 33 min 45 s Zibanejad (Janmark, Rakell) — 56 min 11 s | 1-0 2-0 3-0 4-0 5-0                              | -                | Arbitrage : Mikko Kaukokari et Tobias Wehrli Juges de lignes : Miroslav Lhotský et Dustin McCrank |
| Hellberg         | Gardiens | Koulbakov (33 min 45 s) Karnoukhov (26 min 15 s) |                  | Arbitrage : Mikko Kaukokari et Tobias Wehrli Juges de lignes : Miroslav Lhotský et Dustin McCrank |
| 8 min            | Pénalités | 4 min                                            |                  | Arbitrage : Mikko Kaukokari et Tobias Wehrli Juges de lignes : Miroslav Lhotský et Dustin McCrank |
| 36               | Tirs | 27                                               |                  | Arbitrage : Mikko Kaukokari et Tobias Wehrli Juges de lignes : Miroslav Lhotský et Dustin McCrank |

| 5 mai | Suisse | 3-2 (pr) (1-0, 1-1, 0-1, 1-0) | Autriche | Royal Arena 5 019 spectateurs |

| Feuille de match | Feuille de match                                                                                              | Feuille de match    | Feuille de match                                                                      | Feuille de match                                                                                  |
| ---------------- | --- | ------------------- | ------------------------------------------------------------------------------------- | ------------------------------------------------------------------------------------------------- |
|                  | Niederreiter (Corvi) — 18 min 28 s Haas (Scherwey, Müller) — 24 min 14 s - Corvi (Niederreiter) — 63 min 18 s | 1-0 2-0 2-1 2-2 3-2 | - Zwerger (Rauchenwald, Haudum) — 34 min 50 s (SN) Ganahl (Schneider) — 46 min 28 s - | Arbitrage : Konstantin Olenine et Mikael Sjöqvist Juges de lignes : Dmitri Golyak et Gleb Lazarev |
| Genoni           | Gardiens | Starkbaum           |                                                                                       | Arbitrage : Konstantin Olenine et Mikael Sjöqvist Juges de lignes : Dmitri Golyak et Gleb Lazarev |
| 29 min           | Pénalités | 6 min               |                                                                                       | Arbitrage : Konstantin Olenine et Mikael Sjöqvist Juges de lignes : Dmitri Golyak et Gleb Lazarev |
| 41               | Tirs | 19                  |                                                                                       | Arbitrage : Konstantin Olenine et Mikael Sjöqvist Juges de lignes : Dmitri Golyak et Gleb Lazarev |

| 5 mai | France | 6-2 (2-1, 1-0, 3-1) | Biélorussie | Royal Arena 6 529 spectateurs |

| Feuille de match | Feuille de match | Feuille de match                                 | Feuille de match                                                                                       | Feuille de match                                                                            |
| ---------------- | --- | ------------------------------------------------ | --- | ------------------------------------------------------------------------------------------- |
|                  | Fleury (S. Da Costa, Rech) — 3 min 3 s S. Da Costa (Janil) — 13 min 33 s - Lampérier (Claireaux, Hecquefeuille) — 38 min 42 s Manavian (S. Da Costa, Fleury) — 42 min 17 s (2 SN) Guttig (Perret) — 47 min 57 s - Perret (Leclerc, Hecquefeuille) — 57 min 56 s (SN) | 1-0 2-0 2-1 3-1 4-1 5-1 5-2 6-2                  | - Pawlovitch (Razvadovski, Vorobeï) — 19 min 36 s (SN) - Vorobeï (Platt, Korabaw) — 54 min 46 s (SN) - | Arbitrage : Oliver Gouin et Mark Lemelin Juges de lignes : Nicolas Fluri et Sakari Suominen |
| Hardy            | Gardiens | Koulbakov (13 min 33 s) Karnoukhov (46 min 27 s) | | Arbitrage : Oliver Gouin et Mark Lemelin Juges de lignes : Nicolas Fluri et Sakari Suominen |
| 10 min           | Pénalités | 16 min                                           | | Arbitrage : Oliver Gouin et Mark Lemelin Juges de lignes : Nicolas Fluri et Sakari Suominen |
| 30               | Tirs | 40                                               | | Arbitrage : Oliver Gouin et Mark Lemelin Juges de lignes : Nicolas Fluri et Sakari Suominen |

| 5 mai | République tchèque | 3-2 (pr) (0-1, 1-1, 1-0, 1-0) | Slovaquie | Royal Arena 12 490 spectateurs |

| Feuille de match | Feuille de match | Feuille de match    | Feuille de match                                                              | Feuille de match                                                                                   |
| ---------------- | --- | ------------------- | ----------------------------------------------------------------------------- | -------------------------------------------------------------------------------------------------- |
|                  | - Kubalík (Nestrašil, Jaškin) — 21 min 4 s - Nečas (Kubalík) — 59 min 50 s (JS) Jaškin (Polášek, Nestrašil) — 62 min 9 s | 0-1 1-1 1-2 2-2 3-2 | Krištof (Sekera, Nagy) — 7 min 33 s (SN) - Sekera (Nagy) — 25 min 29 s (SN) - | Arbitrage : Mikko Kaukokari et Timothy Mayer Juges de lignes : Andreas Malmqvist et Dustin McCrank |
| Francouz         | Gardiens | Čiliak              |                                                                               | Arbitrage : Mikko Kaukokari et Timothy Mayer Juges de lignes : Andreas Malmqvist et Dustin McCrank |
| 6 min            | Pénalités | 6 min               |                                                                               | Arbitrage : Mikko Kaukokari et Timothy Mayer Juges de lignes : Andreas Malmqvist et Dustin McCrank |
| 42               | Tirs | 17                  |                                                                               | Arbitrage : Mikko Kaukokari et Timothy Mayer Juges de lignes : Andreas Malmqvist et Dustin McCrank |

| 6 mai | Autriche | 0-7 (0-3, 0-3, 0-1) | Russie | Royal Arena 9 502 spectateurs |

| Feuille de match | Feuille de match | Feuille de match            | Feuille de match | Feuille de match                                                                              |
| ---------------- | ---------------- | --------------------------- | --- | --------------------------------------------------------------------------------------------- |
|                  | -                | 0-1 0-2 0-3 0-4 0-5 0-6 0-7 | Grigorenko — 9 min 34 s Anissimov (Boutchnevitch) — 11 min 42 s Barabanov (Mikheïev, Iakovlev) — 13 min 19 s Grigorenko (Anissimov) — 23 min 52 s Kaprizov (Datsiouk, Dadonov) — 29 min 7 s Mamine (Kaprizov) — 37 min 58 s Mikheïev — 53 min 55 s | Arbitrage : Timothy Maier et Tobias Wehrli Juges de lignes : Miroslav Lhotský et Peter Šefčík |
| Madlener         | Gardiens         | Kochetchkine                | | Arbitrage : Timothy Maier et Tobias Wehrli Juges de lignes : Miroslav Lhotský et Peter Šefčík |
| 2 min            | Pénalités        | 2 min                       | | Arbitrage : Timothy Maier et Tobias Wehrli Juges de lignes : Miroslav Lhotský et Peter Šefčík |
| 18               | Tirs             | 41                          | | Arbitrage : Timothy Maier et Tobias Wehrli Juges de lignes : Miroslav Lhotský et Peter Šefčík |

| 6 mai | Suède | 3-2 (2-0, 0-1, 1-1) | République tchèque | Royal Arena 12 490 spectateurs |

| Feuille de match | Feuille de match                                                                                                | Feuille de match    | Feuille de match                                                                 | Feuille de match                                                                                |
| ---------------- | --- | ------------------- | -------------------------------------------------------------------------------- | ----------------------------------------------------------------------------------------------- |
|                  | Rakell (Janmark, Lindholm) — 4 min 49 s Janmark (Rakell) — 7 min 13 s (SN) - Zibanejad (Rakell) — 43 min 11 s - | 1-0 2-0 2-1 3-1 3-2 | - Hronek (Červenka, Hyka) — 33 min 10 s (2 SN) - Hyka (Faksa) — 55 min 46 s (SN) | Arbitrage : Mark Lemelin et Konstantin Olenine Juges de lignes : Nicolas Fluri et Dmitri Golyak |
| Hellberg         | Gardiens | Rittich             |                                                                                  | Arbitrage : Mark Lemelin et Konstantin Olenine Juges de lignes : Nicolas Fluri et Dmitri Golyak |
| 12 min           | Pénalités | 10 min              |                                                                                  | Arbitrage : Mark Lemelin et Konstantin Olenine Juges de lignes : Nicolas Fluri et Dmitri Golyak |
| 27               | Tirs | 25                  |                                                                                  | Arbitrage : Mark Lemelin et Konstantin Olenine Juges de lignes : Nicolas Fluri et Dmitri Golyak |

| 6 mai | Slovaquie | 0-2 (0-1, 0-1, 0-0) | Suisse | Royal Arena 10 915 spectateurs |

| Feuille de match | Feuille de match | Feuille de match | Feuille de match                                                          | Feuille de match                                                                           |
| ---------------- | ---------------- | ---------------- | ------------------------------------------------------------------------- | ------------------------------------------------------------------------------------------ |
|                  | -                | 0-1 0-2          | Scherwey (Diaz, Müller) — 11 min 6 s Müller (Scherwey) — 20 min 22 s (IN) | Arbitrage : Oliver Gouin et Jan Hribik Juges de lignes : Gleb Lazarev et Andreas Malmqvist |
| Čiliak           | Gardiens         | Berra            |                                                                           | Arbitrage : Oliver Gouin et Jan Hribik Juges de lignes : Gleb Lazarev et Andreas Malmqvist |
| 6 min            | Pénalités        | 4 min            |                                                                           | Arbitrage : Oliver Gouin et Jan Hribik Juges de lignes : Gleb Lazarev et Andreas Malmqvist |
| 25               | Tirs             | 26               |                                                                           | Arbitrage : Oliver Gouin et Jan Hribik Juges de lignes : Gleb Lazarev et Andreas Malmqvist |

| 7 mai | Biélorussie | 0-6 (0-1, 0-3, 0-2) | Russie | Royal Arena 6 360 spectateurs |

| Feuille de match | Feuille de match | Feuille de match        | Feuille de match | Feuille de match                                                                                    |
| ---------------- | ---------------- | ----------------------- | --- | --------------------------------------------------------------------------------------------------- |
|                  | -                | 0-1 0-2 0-3 0-4 0-5 0-6 | Datsiouk (Dadonov) — 5 min 27 s Chalounov (Barabanov, Kabloukov) — 25 min 55 s Kabloukov (Barabanov, Triamkine) — 29 min 25 s Datsiouk (Khafizoulline, Chalounov) — 39 min 26 s (SN) Mamine (Zaïtsev) — 45 min 16 s Kaprizov (Datsiouk, Dadonov) — 47 min 37 s | Arbitrage : Mikko Kaukokari et Mikael Sjöqvist Juges de lignes : Miroslav Lhotský et Dustin McCrank |
| Trous            | Gardiens         | Chestiorkine            | | Arbitrage : Mikko Kaukokari et Mikael Sjöqvist Juges de lignes : Miroslav Lhotský et Dustin McCrank |
| 4 min            | Pénalités        | 2 min                   | | Arbitrage : Mikko Kaukokari et Mikael Sjöqvist Juges de lignes : Miroslav Lhotský et Dustin McCrank |
| 18               | Tirs             | 27                      | | Arbitrage : Mikko Kaukokari et Mikael Sjöqvist Juges de lignes : Miroslav Lhotský et Dustin McCrank |

| 7 mai | Suède | 4-0 (2-0, 1-0, 1-0) | France | Royal Arena 7 218 spectateurs |

| Feuille de match | Feuille de match | Feuille de match | Feuille de match | Feuille de match                                                                          |
| ---------------- | --- | ---------------- | ---------------- | ----------------------------------------------------------------------------------------- |
|                  | Rakell (Larsson, Janmark) — 24 s Backlund (Pettersson, Lindholm) — 5 min 54 s (SN) Ekman-Larsson (Larsson, Kempe) — 27 min 51 s Pettersson (Klingberg, Ekman-Larrson) — 55 min 40 s (SN) | 1-0 2-0 3-0 4-0  | -                | Arbitrage : Jan Hribik et Tobias Wehrli Juges de lignes : Peter Šefčík et Sakari Suominen |
| Nilsson          | Gardiens | Quemener         |                  | Arbitrage : Jan Hribik et Tobias Wehrli Juges de lignes : Peter Šefčík et Sakari Suominen |
| 12 min           | Pénalités | 24 min           |                  | Arbitrage : Jan Hribik et Tobias Wehrli Juges de lignes : Peter Šefčík et Sakari Suominen |
| 35               | Tirs | 14               |                  | Arbitrage : Jan Hribik et Tobias Wehrli Juges de lignes : Peter Šefčík et Sakari Suominen |

| 8 mai | Autriche | 2-4 (1-1, 0-2, 1-1) | Slovaquie | Royal Arena 6 094 spectateurs |

| Feuille de match | Feuille de match                                                          | Feuille de match        | Feuille de match | Feuille de match                                                                                  |
| ---------------- | ------------------------------------------------------------------------- | ----------------------- | --- | ------------------------------------------------------------------------------------------------- |
|                  | Lebler (Hofer, Viveiros) — 1 min 33 s - Schneider (Raffl) — 41 min 43 s - | 1-0 1-1 1-2 1-3 2-3 2-4 | - Haščák (Hovorka, Ďaloga) — 4 min 13 s Jurčo (Nagy, Fehérváry) — 22 min 13 s Jaroš (Fehérváry) — 29 min - Krištof — 59 min 29 s (CV) | Arbitrage : Brett Iverson et Mikael Sjöqvist Juges de lignes : Nicolas Fluri et Andreas Malmqvist |
| Starkbaum        | Gardiens                                                                  | Rybár                   | | Arbitrage : Brett Iverson et Mikael Sjöqvist Juges de lignes : Nicolas Fluri et Andreas Malmqvist |
| 8 min            | Pénalités                                                                 | 4 min                   | | Arbitrage : Brett Iverson et Mikael Sjöqvist Juges de lignes : Nicolas Fluri et Andreas Malmqvist |
| 22               | Tirs                                                                      | 30                      | | Arbitrage : Brett Iverson et Mikael Sjöqvist Juges de lignes : Nicolas Fluri et Andreas Malmqvist |

| 8 mai | République tchèque | 5-4 (TB) (1-1, 3-3, 0-0, 0-0, 1-0) | Suisse | Royal Arena 6 226 spectateurs |

| Feuille de match | Feuille de match | Feuille de match                    | Feuille de match | Feuille de match                                                                          |
| ---------------- | --- | ----------------------------------- | --- | ----------------------------------------------------------------------------------------- |
|                  | - Kubalík (Nečas) — 16 min 21 s (SN) - Moravčík (Sklenička, Hyka) — 24 min 9 s - Jaškin (Moravčík, Nestrašil) — 27 min 43 s Řepík (Kubalík) — 34 min 26 s Řepík — 65 min (TB) | 0-1 1-1 1-2 1-3 2-3 2-4 3-4 4-4 5-4 | Niederreiter (Hofmann) — 11 min 13 s (SN) - Hofmann (Andrighetto, Diaz) — 20 min 47 s Moser (Vermin, Müller) — 22 min 7 s - Niederreiter (Moser, Untersander) — 27 min 21 s (SN) - | Arbitrage : Roman Gofman et Stephen Reneau Juges de lignes : Mitry Golyak et Gleb Lazarev |
| Francouz         | Gardiens | Genoni                              | | Arbitrage : Roman Gofman et Stephen Reneau Juges de lignes : Mitry Golyak et Gleb Lazarev |
| 26 min           | Pénalités | 18 min                              | | Arbitrage : Roman Gofman et Stephen Reneau Juges de lignes : Mitry Golyak et Gleb Lazarev |
| 28               | Tirs | 29                                  | | Arbitrage : Roman Gofman et Stephen Reneau Juges de lignes : Mitry Golyak et Gleb Lazarev |

| 9 mai | Suisse | 5-2 (2-2, 1-0, 2-0) | Biélorussie | Royal Arena 5 445 spectateurs |

| Feuille de match | Feuille de match | Feuille de match            | Feuille de match                                                                             | Feuille de match                                                                              |
| ---------------- | --- | --------------------------- | -------------------------------------------------------------------------------------------- | --------------------------------------------------------------------------------------------- |
|                  | Vermin (Niederreiter, Untersander) — 1 min 37 s - Andrighetto (Meier) — 18 min 40 s Vermin (Meier, Diaz) — 39 min 45 s Corvi (Diaz) — 42 min 29 s Meier (Andrighetto, Hofmann) — 46 min 44 s (SN) | 1-0 1-1 1-2 2-2 3-2 4-2 5-2 | - Platt (Linglet, Dioukov) — 5 min 54 s Pawlovitch (Kavyrchyn, Materoukhine) — 10 min 46 s - | Arbitrage : Linus Öhlund et Aleksi Rantala Juges de lignes : Jake Davis et Aleksandr Otmakhov |
| Berra            | Gardiens | Karnoukhov                  |                                                                                              | Arbitrage : Linus Öhlund et Aleksi Rantala Juges de lignes : Jake Davis et Aleksandr Otmakhov |
| 8 min            | Pénalités | 16 min                      |                                                                                              | Arbitrage : Linus Öhlund et Aleksi Rantala Juges de lignes : Jake Davis et Aleksandr Otmakhov |
| 45               | Tirs | 24                          |                                                                                              | Arbitrage : Linus Öhlund et Aleksi Rantala Juges de lignes : Jake Davis et Aleksandr Otmakhov |

| 9 mai | Suède | 7-0 (2-0, 3-0, 2-0) | Autriche | Royal Arena 8 547 spectateurs |

| Feuille de match | Feuille de match | Feuille de match            | Feuille de match | Feuille de match                                                                                |
| ---------------- | --- | --------------------------- | ---------------- | ----------------------------------------------------------------------------------------------- |
|                  | Kempe (Lindholm) — 9 min 47 s (SN) Janmark (Rakell) — 17 min 11 s Rakell (Zibanejad, Janmark) — 22 min 42 s (SN) Rakell — 28 min 53 s Nyquist (Kempe) — 29 min 17 s Zibanejad (Janmark, Andersson) — 47 min 50 s Pääjärvi (J. Larsson) — 53 min 59 s | 1-0 2-0 3-0 4-0 5-0 6-0 7-0 | -                | Arbitrage : Jozef Kubuš et Gordon Schukies Juges de lignes : Lukas Kohlmüller et Hannu Sormunen |
| Nilsson          | Gardiens | Madlener                    |                  | Arbitrage : Jozef Kubuš et Gordon Schukies Juges de lignes : Lukas Kohlmüller et Hannu Sormunen |
| 4 min            | Pénalités | 8 min                       |                  | Arbitrage : Jozef Kubuš et Gordon Schukies Juges de lignes : Lukas Kohlmüller et Hannu Sormunen |
| 38               | Tirs | 14                          |                  | Arbitrage : Jozef Kubuš et Gordon Schukies Juges de lignes : Lukas Kohlmüller et Hannu Sormunen |

| 10 mai | Slovaquie | 3-1 (1-0, 1-1, 1-0) | France | Royal Arena 5 855 spectateurs |

| Feuille de match | Feuille de match                                                                                          | Feuille de match | Feuille de match                            | Feuille de match                                                                         |
| ---------------- | --- | ---------------- | ------------------------------------------- | ---------------------------------------------------------------------------------------- |
|                  | Bondra (Buc, Svitana) — 5 min 37 s Buc (Svitana, Jaroš) — 22 min 3 s - Čajkovský (Buc) — 59 min 50 s (CV) | 1-0 2-0 2-1 3-1  | - Claireaux (Perret, Janil) — 33 min 39 s - | Arbitrage : Roman Gofman et Antonín Jeřábek Juges de lignes : Rene Jensen et Rene Jensen |
| Čiliak           | Gardiens                                                                                                  | Hardy            |                                             | Arbitrage : Roman Gofman et Antonín Jeřábek Juges de lignes : Rene Jensen et Rene Jensen |
| 4 min            | Pénalités                                                                                                 | 8 min            |                                             | Arbitrage : Roman Gofman et Antonín Jeřábek Juges de lignes : Rene Jensen et Rene Jensen |
| 28               | Tirs | 14               |                                             | Arbitrage : Roman Gofman et Antonín Jeřábek Juges de lignes : Rene Jensen et Rene Jensen |

| 10 mai | République tchèque | 4-3 (pr) (2-1, 1-2, 0-0, 1-0) | Russie | Royal Arena 12 490 spectateurs |

| Feuille de match | Feuille de match | Feuille de match            | Feuille de match | Feuille de match                                                                           |
| ---------------- | --- | --------------------------- | --- | ------------------------------------------------------------------------------------------ |
|                  | - Krejčí (Jaškin, Gudas) — 14 min 41 s Jaškin (Pastrňák, Krejčí) — 18 min 39 s - Pastrňák (Krejčí) — 24 min 17 s - Pastrňák (Krejčí, Hronek) — 63 min 23 s | 0-1 1-1 2-1 2-2 3-2 3-3 4-3 | Nesterov (Barabanov, Kabloukov) — 1 min 11 s - Grigorenko (Boutchnevitch, Anissimov) — 21 min - Barabanov (Zaïtsev, Chalounov) — 25 min 49 s - | Arbitrage : Brett Iverson et Linus Öhlund Juges de lignes : Jake Davis et Nathan Vanoosten |
| Rittich          | Gardiens | Kochetchkine                | | Arbitrage : Brett Iverson et Linus Öhlund Juges de lignes : Jake Davis et Nathan Vanoosten |
| 6 min            | Pénalités | 4 min                       | | Arbitrage : Brett Iverson et Linus Öhlund Juges de lignes : Jake Davis et Nathan Vanoosten |
| 25               | Tirs | 23                          | | Arbitrage : Brett Iverson et Linus Öhlund Juges de lignes : Jake Davis et Nathan Vanoosten |

| 11 mai | France | 5-2 (2-1, 2-1, 1-0) | Autriche | Royal Arena 5 780 spectateurs |

| Feuille de match | Feuille de match | Feuille de match            | Feuille de match                                                                                | Feuille de match                                                                                   |
| ---------------- | --- | --------------------------- | ----------------------------------------------------------------------------------------------- | -------------------------------------------------------------------------------------------------- |
|                  | - Fleury (S. Da Costa, Rech) — 10 min Treille (Texier, Hecquefeuille) — 13 min 10 s (SN) - Fleury (Auvitu, S. Da Costa) — 34 min 11 s (2 SN) T. Da Costa (Texier, Gallet) — 37 min 49 s Treille (Texier, Hecquefeuille) — 41 min 6 s (SN) | 0-1 1-1 2-1 2-2 3-2 4-2 5-2 | Hundertpfund (Heinrich, Schumnig) — 3 min 32 s - Raffl (Heinrich, Komarek) — 31 min 22 s (SN) - | Arbitrage : Antonín Jeřábek et Stephen Reneau Juges de lignes : Brian Oliver et Aleksandr Otmakhov |
| Hardy            | Gardiens | Starkbaum                   |                                                                                                 | Arbitrage : Antonín Jeřábek et Stephen Reneau Juges de lignes : Brian Oliver et Aleksandr Otmakhov |
| 12 min           | Pénalités | 14 min                      |                                                                                                 | Arbitrage : Antonín Jeřábek et Stephen Reneau Juges de lignes : Brian Oliver et Aleksandr Otmakhov |
| 30               | Tirs | 36                          |                                                                                                 | Arbitrage : Antonín Jeřábek et Stephen Reneau Juges de lignes : Brian Oliver et Aleksandr Otmakhov |

| 11 mai | Biélorussie | 0-3 (0-3, 0-0, 0-0) | République tchèque | Royal Arena 5 636 spectateurs |

| Feuille de match | Feuille de match | Feuille de match | Feuille de match                                                                                         | Feuille de match                                                                                 |
| ---------------- | ---------------- | ---------------- | --- | ------------------------------------------------------------------------------------------------ |
|                  | -                | 0-1 0-2 0-3      | Šulák (Krejčí) — 8 min 13 s (SN) Horák (Plekanec) — 15 min 53 s Řepík (Červenka, Moravčík) — 18 min 43 s | Arbitrage : Roman Gofman et Gordon Schukies Juges de lignes : Lukas Kohlmüller et Hannu Sormunen |
| Trous            | Gardiens         | Francouz         | | Arbitrage : Roman Gofman et Gordon Schukies Juges de lignes : Lukas Kohlmüller et Hannu Sormunen |
| 14 min           | Pénalités        | 4 min            | | Arbitrage : Roman Gofman et Gordon Schukies Juges de lignes : Lukas Kohlmüller et Hannu Sormunen |
| 21               | Tirs             | 33               | | Arbitrage : Roman Gofman et Gordon Schukies Juges de lignes : Lukas Kohlmüller et Hannu Sormunen |

| 12 mai | Slovaquie | 3-4 (pr) (1-2, 1-1, 1-0, 0-1) | Suède | Royal Arena 12 490 spectateurs |

| Feuille de match | Feuille de match                                                                                                  | Feuille de match            | Feuille de match | Feuille de match                                                                               |
| ---------------- | --- | --------------------------- | --- | ---------------------------------------------------------------------------------------------- |
|                  | Jurčo (Grman, Krištof) — 10 min 32 s - Ďaloga (Nagy) — 36 min 40 s (IN) Nagy (Krištof, Čajkovský) — 46 min 54 s - | 1-0 1-1 1-2 1-3 2-3 3-3 3-4 | - Everberg (Klingberg, Lindholm) — 15 min 14 s Nyquist (Backlund, E. Gustafsson) — 18 min 6 s de la Rose (Kempe, Wikstrand) — 24 min 53 s - Zibanejad (Rakell, Klingberg) — 64 min 18 s (SN) | Arbitrage : Stephen Reneau et Stephen Reneau Juges de lignes : Lukas Kohlmüller et Rene Jensen |
| Rybár            | Gardiens | Hellberg                    | | Arbitrage : Stephen Reneau et Stephen Reneau Juges de lignes : Lukas Kohlmüller et Rene Jensen |
| 8 min            | Pénalités | 2 min                       | | Arbitrage : Stephen Reneau et Stephen Reneau Juges de lignes : Lukas Kohlmüller et Rene Jensen |
| 28               | Tirs | 33                          | | Arbitrage : Stephen Reneau et Stephen Reneau Juges de lignes : Lukas Kohlmüller et Rene Jensen |

| 12 mai | Autriche | 4-0 (1-0, 3-0, 0-0) | Biélorussie | Royal Arena 7 370 spectateurs |

| Feuille de match | Feuille de match | Feuille de match | Feuille de match | Feuille de match                                                                              |
| ---------------- | --- | ---------------- | ---------------- | --------------------------------------------------------------------------------------------- |
|                  | Viveiros — 4 min 14 s Komarek (Unterweger) — 30 min 38 s (SN) Raffl (Komarek) — 34 min 38 s Zwerger (Ulmer) — 39 min 36 s (SN) | 1-0 2-0 3-0 4-0  | -                | Arbitrage : Linus Öhlund et Aleksi Rantala Juges de lignes : Brian Oliver et Nathan Vanoosten |
| Starkbaum        | Gardiens | Karnoukhov       |                  | Arbitrage : Linus Öhlund et Aleksi Rantala Juges de lignes : Brian Oliver et Nathan Vanoosten |
| 10 min           | Pénalités | 8 min            |                  | Arbitrage : Linus Öhlund et Aleksi Rantala Juges de lignes : Brian Oliver et Nathan Vanoosten |
| 28               | Tirs | 34               |                  | Arbitrage : Linus Öhlund et Aleksi Rantala Juges de lignes : Brian Oliver et Nathan Vanoosten |

| 12 mai | Russie | 4-3 (0-0, 3-1, 1-2) | Suisse | Royal Arena 12 366 spectateurs |

| Feuille de match | Feuille de match | Feuille de match            | Feuille de match | Feuille de match                                                                      |
| ---------------- | --- | --------------------------- | --- | ------------------------------------------------------------------------------------- |
|                  | Kaprizov (Datsiouk, Goussev) — 22 min 22 s - Dadonov (Anissimov) — 27 min 47 s Nesterov (Goussev, Datsiouk) — 39 min 57 s (2 SN) - Grigorenko (Anissimov, Gavrikov) — 56 min 7 s - | 1-0 1-1 2-1 3-1 3-2 4-2 4-3 | - Untersander (Kukan, Corvi) — 26 min 35 s (SN) - Andrighetto (Meier, Vermin) — 51 min 52 s - Haas (Andrighetto, Niederreiter) — 58 min 12 s (JS) | Arbitrage : Jozef Kubuš et Gordon Schukies Juges de lignes : Jake Davis et Jon Kilian |
| Kochetchkine     | Gardiens | Berra                       | | Arbitrage : Jozef Kubuš et Gordon Schukies Juges de lignes : Jake Davis et Jon Kilian |
| 8 min            | Pénalités | 8 min                       | | Arbitrage : Jozef Kubuš et Gordon Schukies Juges de lignes : Jake Davis et Jon Kilian |
| 23               | Tirs | 27                          | | Arbitrage : Jozef Kubuš et Gordon Schukies Juges de lignes : Jake Davis et Jon Kilian |

| 13 mai | France | 0-6 (0-3, 0-2, 0-1) | République tchèque | Royal Arena 6 252 spectateurs |

| Feuille de match                            | Feuille de match | Feuille de match        | Feuille de match | Feuille de match                                                                         |
| ------------------------------------------- | ---------------- | ----------------------- | --- | ---------------------------------------------------------------------------------------- |
|                                             | -                | 0-1 0-2 0-3 0-4 0-5 0-6 | Pastrňák (Krejčí) — 3 min 41 s Pastrňák (Jaškin) — 7 min 58 s Jaškin (Krejčík) — 14 min 11 s Horák (Kubalík, Šulák) — 21 min 37 s (SN) Horák (Chytil, Sklenička) — 27 min 41 s Nečas (Krejčík, Polášek) — 50 min 32 s | Arbitrage : Jozef Kubuš et Linus Öhlund Juges de lignes : Jon Kilian et Nathan Vanoosten |
| Quemener (27 min 41 s) Ylönen (32 min 19 s) | Gardiens         | Rittich                 | | Arbitrage : Jozef Kubuš et Linus Öhlund Juges de lignes : Jon Kilian et Nathan Vanoosten |
| 22 min                                      | Pénalités        | 4 min                   | | Arbitrage : Jozef Kubuš et Linus Öhlund Juges de lignes : Jon Kilian et Nathan Vanoosten |
| 10                                          | Tirs             | 55                      | | Arbitrage : Jozef Kubuš et Linus Öhlund Juges de lignes : Jon Kilian et Nathan Vanoosten |

| 13 mai | Suisse | 3-5 (0-2, 1-1, 2-2) | Suède | Royal Arena 12 255 spectateurs |

| Feuille de match | Feuille de match | Feuille de match                | Feuille de match | Feuille de match                                                                                     |
| ---------------- | --- | ------------------------------- | --- | --- |
|                  | - Untersander (Corvi) — 38 min 32 s Diaz (Fiala, Andrighetto) — 44 min 26 s - Kukan (Untersander) — 59 min 17 s (SN) | 0-1 0-2 0-3 1-3 2-3 2-4 2-5 3-5 | Klingberg (Zibanejad, Ekman-Larsson) — 5 min 24 s (SN) Hörnqvist (Pettersson, Backlund) — 9 min 18 s (SN) Backlund (Lindholm) — 21 min 14 s - Larsson (Backlund) — 52 min 59 s Pääjärvi (Backlund) — 56 min 42 s (CV) - | Arbitrage : Antonín Jeřábek et Aleksi Rantala Juges de lignes : Aleksandr Otmakhov et Hannu Sormunen |
| Genoni           | Gardiens | Nilsson                         | | Arbitrage : Antonín Jeřábek et Aleksi Rantala Juges de lignes : Aleksandr Otmakhov et Hannu Sormunen |
| 6 min            | Pénalités | 8 min                           | | Arbitrage : Antonín Jeřábek et Aleksi Rantala Juges de lignes : Aleksandr Otmakhov et Hannu Sormunen |
| 23               | Tirs | 41                              | | Arbitrage : Antonín Jeřábek et Aleksi Rantala Juges de lignes : Aleksandr Otmakhov et Hannu Sormunen |

| 14 mai | Russie | 4-0 (2-0, 0-0, 2-0) | Slovaquie | Royal Arena 7 732 spectateurs |

| Feuille de match | Feuille de match | Feuille de match | Feuille de match | Feuille de match                                                                              |
| ---------------- | --- | ---------------- | ---------------- | --------------------------------------------------------------------------------------------- |
|                  | Mamine (Sochnikov) — 11 min 10 s Goussev (Datsiouk, Zaïtsev) — 16 min 50 s Chalounov (Sochnikov) — 58 min 49 s (CV) Mikheïev (Barabanov, Chalounov) — 59 min 44 s (CV) | 1-0 2-0 3-0 4-0  | -                | Arbitrage : Mark Lemelin et Aleksi Rantala Juges de lignes : Lukas Kohlmüller et Brian Oliver |
| Chestiorkine     | Gardiens | Čiliak           |                  | Arbitrage : Mark Lemelin et Aleksi Rantala Juges de lignes : Lukas Kohlmüller et Brian Oliver |
| 6 min            | Pénalités | 6 min            |                  | Arbitrage : Mark Lemelin et Aleksi Rantala Juges de lignes : Lukas Kohlmüller et Brian Oliver |
| 36               | Tirs | 23               |                  | Arbitrage : Mark Lemelin et Aleksi Rantala Juges de lignes : Lukas Kohlmüller et Brian Oliver |

| 14 mai | République tchèque | 4-3 (2-1, 1-0, 1-2) | Autriche | Royal Arena 3 843 spectateurs |

| Feuille de match | Feuille de match | Feuille de match            | Feuille de match                                                                                                   | Feuille de match                                                                                      |
| ---------------- | --- | --------------------------- | --- | --- |
|                  | Hyka (Kubalík, Šulák) — 31 s Chytil (Krejčík) — 2 min 27 s - Kubalík (Hyka, Nečas) — 25 min 46 s Hyka (Faksa, Kubalík) — 49 min 51 s (SN) - | 1-0 2-0 2-1 3-1 4-1 4-2 4-3 | - Komarek (Hofer) — 17 min 45 s - Raffl (Unterweger, Haudum) — 50 min 53 s Raffl (Komarek, Schumnig) — 57 min 18 s | Arbitrage : Konstantin Olenine et Gordon Schukies Juges de lignes : Rene Jensen et Aleksandr Otmakhov |
| Francouz         | Gardiens | Kickert                     | | Arbitrage : Konstantin Olenine et Gordon Schukies Juges de lignes : Rene Jensen et Aleksandr Otmakhov |
| 8 min            | Pénalités | 4 min                       | | Arbitrage : Konstantin Olenine et Gordon Schukies Juges de lignes : Rene Jensen et Aleksandr Otmakhov |
| 39               | Tirs | 27                          | | Arbitrage : Konstantin Olenine et Gordon Schukies Juges de lignes : Rene Jensen et Aleksandr Otmakhov |

| 15 mai | Suisse | 5-1 (2-0, 1-0, 2-1) | France | Royal Arena 6 573 spectateurs |

| Feuille de match | Feuille de match | Feuille de match        | Feuille de match                                 | Feuille de match                                                                              |
| ---------------- | --- | ----------------------- | ------------------------------------------------ | --------------------------------------------------------------------------------------------- |
|                  | Hofmann (Haas, Müller) — 12 min 21 s Corvi (Niederreiter, Meier) — 15 min 9 s Untersander (Josi, Corvi) — 37 min 12 s (SN) Fiala (Haas, Fora) — 42 min 21 s (JS) - Moser (Vermin, Müller) — 53 min 46 s (IN) | 1-0 2-0 3-0 4-0 4-1 5-1 | - Leclerc (Chakiachvili, Perret) — 43 min 10 s - | Arbitrage : Konstantin Olenine et Gordon Schukies Juges de lignes : Jake Davis et Rene Jensen |
| Genoni           | Gardiens | Hardy                   |                                                  | Arbitrage : Konstantin Olenine et Gordon Schukies Juges de lignes : Jake Davis et Rene Jensen |
| 8 min            | Pénalités | 8 min                   |                                                  | Arbitrage : Konstantin Olenine et Gordon Schukies Juges de lignes : Jake Davis et Rene Jensen |
| 34               | Tirs | 20                      |                                                  | Arbitrage : Konstantin Olenine et Gordon Schukies Juges de lignes : Jake Davis et Rene Jensen |

| 15 mai | Biélorussie | 4-7 (0-2, 2-0, 2-5) | Slovaquie | Royal Arena 4 857 spectateurs |

| Feuille de match | Feuille de match | Feuille de match                            | Feuille de match | Feuille de match                                                                    |
| ---------------- | --- | ------------------------------------------- | --- | ----------------------------------------------------------------------------------- |
|                  | - Kitaraw (Drozd, Falkovsky) — 33 min 24 s (IN) Linglet (Levcha, Platt) — 35 min (SN) - Kavyrchyn (Chouchko, Pawlowitch) — 48 min 37 s Vorobeï (Charanhovitch, Platt) — 50 min 18 s (SN) - | 0-1 0-2 1-2 2-2 2-3 3-3 4-3 4-4 4-5 4-6 4-7 | Bakoš (Nagy, Sekera) — 18 s Jurčo (Bakoš, Nagy) — 10 min 7 s (SN) - Bakoš (Nagy) — 47 min 53 s - Jurčo (Bakoš, Nagy) — 51 min 17 s Hovorka (Krištof) — 54 min 57 s Ďaloga — 55 min 48 s (TP) Krištof (Jurčo, Nagy) — 59 min 42 s (SN) | Arbitrage : Jan Hribik et Mark Lemelin Juges de lignes : Jon Kilian et Brian Oliver |
| Trous            | Gardiens | Rybár (20 min) Čiliak (40 min)              | | Arbitrage : Jan Hribik et Mark Lemelin Juges de lignes : Jon Kilian et Brian Oliver |
| 8 min            | Pénalités | 12 min                                      | | Arbitrage : Jan Hribik et Mark Lemelin Juges de lignes : Jon Kilian et Brian Oliver |
| 24               | Tirs | 46                                          | | Arbitrage : Jan Hribik et Mark Lemelin Juges de lignes : Jon Kilian et Brian Oliver |

| 15 mai | Russie | 1-3 (1-0, 0-2, 0-1) | Suède | Royal Arena 12 490 spectateurs |

| Feuille de match | Feuille de match                                 | Feuille de match | Feuille de match | Feuille de match                                                                               |
| ---------------- | ------------------------------------------------ | ---------------- | --- | ---------------------------------------------------------------------------------------------- |
|                  | Kaprizov (Goussev, Datsiouk) — 2 min 44 s (SN) - | 1-0 1-1 1-2 1-3  | - Zibanejad (Ekman-Larsson, Nyquist) — 29 min 27 s (SN) Rakell (Zibanejad, Janmark) — 36 min 4 s Ekholm (Nilsson) — 58 min 55 s (CV) | Arbitrage : Oliver Gouin et Timothy Mayer Juges de lignes : Hannu Sormunen et Nathan Vanoosten |
| Kochetchkine     | Gardiens                                         | Nilsson          | | Arbitrage : Oliver Gouin et Timothy Mayer Juges de lignes : Hannu Sormunen et Nathan Vanoosten |
| 4 min            | Pénalités                                        | 14 min           | | Arbitrage : Oliver Gouin et Timothy Mayer Juges de lignes : Hannu Sormunen et Nathan Vanoosten |
| 31               | Tirs                                             | 29               | | Arbitrage : Oliver Gouin et Timothy Mayer Juges de lignes : Hannu Sormunen et Nathan Vanoosten |

##### Classement
| Clt   | Équipe      | PJ | V | VP | D | DP | BP | BC | Diff | Pts |
| ----- | ----------- | -- | - | -- | - | -- | -- | -- | ---- | --- |
| +001, | Suède       | 7  | 6 | 1  | 0 | 0  | 31 | 9  | +22  | 20  |
| +002, | Russie      | 7  | 5 | 0  | 1 | 1  | 32 | 10 | +22  | 16  |
| +003, | Tchéquie    | 7  | 3 | 3  | 1 | 0  | 27 | 15 | +12  | 15  |
| +004, | Suisse      | 7  | 3 | 1  | 2 | 1  | 25 | 19 | +6   | 12  |
| +005, | Slovaquie   | 7  | 3 | 0  | 2 | 2  | 19 | 20 | -1   | 11  |
| +006, | France      | 7  | 2 | 0  | 5 | 0  | 13 | 29 | -16  | 6   |
| +007, | Autriche    | 7  | 1 | 0  | 5 | 1  | 13 | 30 | -17  | 4   |
| +008, | Biélorussie | 7  | 0 | 0  | 7 | 0  | 8  | 36 | -28  | 0   |

- En gras : qualifié pour les quarts de finale
- En italique : relégué en division IA

Pour les significations des abréviations, voir statistiques du hockey sur glace.

#### Groupe B

##### Matches
| 4 mai | États-Unis | 5-4 (TB) (1-2, 2-1, 1-1, 0-0, 1-0) | Canada | Jyske Bank Boxen 9 632 spectateurs |

| Feuille de match | Feuille de match | Feuille de match                    | Feuille de match | Feuille de match                                                                                     |
| ---------------- | --- | ----------------------------------- | --- | --- |
|                  | - Lee (Thompson, DeBrincat) — 13 min 59 s Larkin (Kreider, Oesterle) — 20 min 43 s Gaudreau (Kane, Coleman) — 30 min - Larkin (Kreider, Atkinson) — 43 min 27 s - Atkinson — 65 min (TB) | 0-1 0-2 1-2 2-2 3-2 3-3 4-3 4-4 5-4 | Dubois (Horvat) — 47 s O'Reilly (Bailey) — 12 min 23 s - Beauvillier (Ekblad, Barzal) — 37 min 53 s - Parayko (McDavid) — 50 min 48 s - | Arbitrage : Antonín Jeřábek et Linus Öhlund Juges de lignes : Lukas Kohlmüller et Alexander Otmakhov |
| Kinkaid          | Gardiens | Kuemper                             | | Arbitrage : Antonín Jeřábek et Linus Öhlund Juges de lignes : Lukas Kohlmüller et Alexander Otmakhov |
| 6 min            | Pénalités | 25 min                              | | Arbitrage : Antonín Jeřábek et Linus Öhlund Juges de lignes : Lukas Kohlmüller et Alexander Otmakhov |
| 44               | Tirs |                                     | | Arbitrage : Antonín Jeřábek et Linus Öhlund Juges de lignes : Lukas Kohlmüller et Alexander Otmakhov |

| 4 mai | Allemagne | 2-3 (TB) (0-0, 1-2, 1-0, 0-0, 0-1) | Danemark | Jyske Bank Boxen 9 982 spectateurs |

| Feuille de match | Feuille de match                                                                   | Feuille de match    | Feuille de match | Feuille de match                                                                         |
| ---------------- | ---------------------------------------------------------------------------------- | ------------------- | --- | ---------------------------------------------------------------------------------------- |
|                  | - Draisaitl (Ehliz) — 13 min 59 s (JS) - Ehliz (Draisaitl, Müller) — 50 min 43 s - | 0-1 1-1 1-2 2-2 2-3 | J. Jensen (Jensen Aabo, F. Nielsen) — 28 min 44 s (SN) - Storm (Hardt, Larsen) — 35 min 17 s (SN) - F. Nielsen — 65 min (TB) | Arbitrage : Jozef Kubuš et Aleksi Rantala Juges de lignes : Jake Davis et Hannu Sormunen |
| Pielmeier        | Gardiens                                                                           | Andersen            | | Arbitrage : Jozef Kubuš et Aleksi Rantala Juges de lignes : Jake Davis et Hannu Sormunen |
| 8 min            | Pénalités                                                                          | 4 min               | | Arbitrage : Jozef Kubuš et Aleksi Rantala Juges de lignes : Jake Davis et Hannu Sormunen |
| 37               | Tirs                                                                               | 29                  | | Arbitrage : Jozef Kubuš et Aleksi Rantala Juges de lignes : Jake Davis et Hannu Sormunen |

| 5 mai | Norvège | 2-3 (pr) (2-0, 0-1, 0-1, 0-1) | Lettonie | Jyske Bank Boxen 8 441 spectateurs |

| Feuille de match | Feuille de match                                                                | Feuille de match    | Feuille de match                                                                                                  | Feuille de match                                                                         |
| ---------------- | ------------------------------------------------------------------------------- | ------------------- | --- | ---------------------------------------------------------------------------------------- |
|                  | Bastiansen (Trettenes, Holøs) — 8 min 14 s Bonsaksen (M. Olimb) — 12 min 12 s - | 1-0 2-0 2-1 2-2 2-3 | - Balcers (Sotnieks, Galviņš) — 26 min 20 s Ābols (Karsums, Rēdlihs) — 51 min 4 s Balcers (Džeriņš) — 60 min 24 s | Arbitrage : Roman Gofman et Jozef Kubuš Juges de lignes : Jake Davis et Nathan Vanoosten |
| Haugen           | Gardiens                                                                        | Merzļikins          | | Arbitrage : Roman Gofman et Jozef Kubuš Juges de lignes : Jake Davis et Nathan Vanoosten |
| 2 min            | Pénalités                                                                       | 6 min               | | Arbitrage : Roman Gofman et Jozef Kubuš Juges de lignes : Jake Davis et Nathan Vanoosten |
| 15               | Tirs                                                                            | 21                  | | Arbitrage : Roman Gofman et Jozef Kubuš Juges de lignes : Jake Davis et Nathan Vanoosten |

| 5 mai | Finlande | 8-1 (2-0, 3-1, 3-0) | Corée du Sud | Jyske Bank Boxen 8 930 spectateurs |

| Feuille de match | Feuille de match | Feuille de match                    | Feuille de match              | Feuille de match                                                                            |
| ---------------- | --- | ----------------------------------- | ----------------------------- | ------------------------------------------------------------------------------------------- |
|                  | Aho (Teräväinen, Riikola) — 3 min 41 s (IN) Teräväinen (Aho) — 5 min 55 s (IN) Aho (Rantanen, Teräväinen) — 28 min 46 s (SN) Savinainen (Aho, Teräväinen) — 32 min 21 s - Nutivaara (Pesonen) — 38 min 52 s (IN) Mäenalanen (Pesonen, Anttila) — 46 min 1 s Kapanen (Rantanen) — 47 min 16 s Pesonen (Mäenalanen, Antilla) — 53 min 51 s | 1-0 2-0 3-0 4-0 4-1 5-1 6-1 7-1 8-1 | - Swift (Radunske) — 33 min - | Arbitrage : Antonín Jeřábek et Stephen Reneau Juges de lignes : Rene Jensen et Brian Oliver |
| Husso            | Gardiens | Dalton                              |                               | Arbitrage : Antonín Jeřábek et Stephen Reneau Juges de lignes : Rene Jensen et Brian Oliver |
| 8 min            | Pénalités | 6 min                               |                               | Arbitrage : Antonín Jeřábek et Stephen Reneau Juges de lignes : Rene Jensen et Brian Oliver |
| 45               | Tirs | 9                                   |                               | Arbitrage : Antonín Jeřábek et Stephen Reneau Juges de lignes : Rene Jensen et Brian Oliver |

| 5 mai | Danemark | 0-4 (0-1, 0-2, 0-1) | États-Unis | Jyske Bank Boxen 10 800 spectateurs |

| Feuille de match | Feuille de match | Feuille de match | Feuille de match | Feuille de match                                                                            |
| ---------------- | ---------------- | ---------------- | --- | ------------------------------------------------------------------------------------------- |
|                  | -                | 0-1 0-2 0-3 0-4  | Butcher (Gaudreau) — 16 min 6 s Kreider (Ryan, Hughes) — 22 min 42 s (SN) Atkinson (Kreider, Jensen) — 29 min 14 s Jensen (Butcher, Kane) — 54 min 11 s | Arbitrage : Brett Iverson et Gordon Schukies Juges de lignes : Jon Kilian et Hannu Sormunen |
| Andersen         | Gardiens         | Kinkaid          | | Arbitrage : Brett Iverson et Gordon Schukies Juges de lignes : Jon Kilian et Hannu Sormunen |
| 6 min            | Pénalités        | 8 min            | | Arbitrage : Brett Iverson et Gordon Schukies Juges de lignes : Jon Kilian et Hannu Sormunen |
| 20               | Tirs             | 43               | | Arbitrage : Brett Iverson et Gordon Schukies Juges de lignes : Jon Kilian et Hannu Sormunen |

| 6 mai | Corée du Sud | 0-10 (0-2, 0-6, 0-2) | Canada | Jyske Bank Boxen 3 902 spectateurs |

| Feuille de match | Feuille de match | Feuille de match                         | Feuille de match | Feuille de match                                                                        |
| ---------------- | ---------------- | ---------------------------------------- | --- | --------------------------------------------------------------------------------------- |
|                  | -                | 0-1 0-2 0-3 0-4 0-5 0-6 0-7 0-8 0-9 0-10 | Nugent-Hopkins (Schwartz, McDavid) — 8 min 41 s Jost (Eberle, Barzal) — 17 min 17 s Parayko (McDavid, Ekblad) — 21 min 7 s (2 SN) O'Reilly (Barzal) — 21 min 57 s (SN) Dubois (Edmundson, Pageau) — 22 min 32 s Schenn (Ekblad, Bailey) — 27 min 33 s (SN) Jost (Horvat, Dubois) — 36 min 24 s Edmundson (Barzal, Beauvillier) — 36 min 42 s McDavid (Pulock, Dubois) — 44 min 40 s Eberle (Edmundson, Jost) — 48 min 55 s | Arbitrage : Roman Gofman et Aleksi Rantala Juges de lignes : Jon Kilian et Brian Oliver |
| Dalton           | Gardiens         | McElhinney                               | | Arbitrage : Roman Gofman et Aleksi Rantala Juges de lignes : Jon Kilian et Brian Oliver |
| 10 min           | Pénalités        | 6 min                                    | | Arbitrage : Roman Gofman et Aleksi Rantala Juges de lignes : Jon Kilian et Brian Oliver |
| 25               | Tirs             | 50                                       | | Arbitrage : Roman Gofman et Aleksi Rantala Juges de lignes : Jon Kilian et Brian Oliver |

| 6 mai | Allemagne | 4-5 (TB) (2-2, 1-1, 1-1, 0-0, 0-1) | Norvège | Jyske Bank Boxen 5 491 spectateurs |

| Feuille de match | Feuille de match | Feuille de match                    | Feuille de match | Feuille de match                                                                                     |
| ---------------- | --- | ----------------------------------- | --- | --- |
|                  | - Hager (Draisaitl, Plachta) — 14 min 30 s (SN) Michaelis (Noebels, Müller) — 18 min 41 s - Hager (Draisaitl) — 27 min 31 s (SN) - Y. Seidenberg (Plachta, Draisaitl) — 50 min 38 s - | 0-1 0-2 1-2 2-2 2-3 3-3 3-4 4-4 4-5 | K. Olimb — 1 min 41 s (IN) Valkvæ Olsen (Lindström, M. Olimb) — 7 min 31 s (SN) - Bastiansen (Salsten, Olsen) — 21 min 36 s - Sørvik — 50 min 13 s - Trettenes — 65 min (TB) | Arbitrage : Brett Iverson et Stephen Reneau Juges de lignes : Aleksandr Otmakhov et Nathan Vanoosten |
| Pielmeier        | Gardiens | Haukeland                           | | Arbitrage : Brett Iverson et Stephen Reneau Juges de lignes : Aleksandr Otmakhov et Nathan Vanoosten |
| 8 min            | Pénalités | 12 min                              | | Arbitrage : Brett Iverson et Stephen Reneau Juges de lignes : Aleksandr Otmakhov et Nathan Vanoosten |
| 44               | Tirs | 37                                  | | Arbitrage : Brett Iverson et Stephen Reneau Juges de lignes : Aleksandr Otmakhov et Nathan Vanoosten |

| 6 mai | Lettonie | 1-8 (0-3, 0-2, 1-3) | Finlande | Jyske Bank Boxen 6 174 spectateurs |

| Feuille de match | Feuille de match                        | Feuille de match                    | Feuille de match | Feuille de match                                                                              |
| ---------------- | --------------------------------------- | ----------------------------------- | --- | --------------------------------------------------------------------------------------------- |
|                  | - Ri. Bukarts (Balinskis) — 51 min 38 s | 0-1 0-2 0-3 0-4 0-5 0-6 0-7 0-8 1-8 | Aho (Savinainen) — 1 min 24 s Savinainen (Heiskanen, Aho) — 7 min 44 s Suomela — 17 min 16 s Aho — 27 min 31 s (IN) Sevinainen (Teräväinen, Aho) — 34 min 49 s Teräväinen (Rantanen, Granlund) — 46 min 29 s (SN) Rantanen (Aho, Teräväinen) — 47 min 28 s (SN) Teräväinen — 51 min 10 s - | Arbitrage : Linus Öhlund et Gordon Schukies Juges de lignes : Rene Jensen et Lukas Kohlmüller |
| Merzļikins       | Gardiens                                | Husso                               | | Arbitrage : Linus Öhlund et Gordon Schukies Juges de lignes : Rene Jensen et Lukas Kohlmüller |
| 10 min           | Pénalités                               | 10 min                              | | Arbitrage : Linus Öhlund et Gordon Schukies Juges de lignes : Rene Jensen et Lukas Kohlmüller |
| 19               | Tirs                                    | 29                                  | | Arbitrage : Linus Öhlund et Gordon Schukies Juges de lignes : Rene Jensen et Lukas Kohlmüller |

| 7 mai | États-Unis | 3-0 (0-0, 2-0, 1-0) | Allemagne | Jyske Bank Boxen 10 301 spectateurs |

| Feuille de match | Feuille de match                                                                                                 | Feuille de match | Feuille de match | Feuille de match                                                                                     |
| ---------------- | --- | ---------------- | ---------------- | --- |
|                  | Kane (Gaudreau, Atkinson) — 30 min 2 s (SN) Ryan (Kane, Hughes) — 32 min 7 s (SN) DeBrincat (Kane) — 50 min 38 s | 1-0 2-0 3-0      | -                | Arbitrage : Antonín Jeřábek et Aleksi Rantala Juges de lignes : Aleksandr Otmakhov et Hannu Sormunen |
| Kinkaid          | Gardiens | Treutle          |                  | Arbitrage : Antonín Jeřábek et Aleksi Rantala Juges de lignes : Aleksandr Otmakhov et Hannu Sormunen |
| 8 min            | Pénalités | 12 min           |                  | Arbitrage : Antonín Jeřábek et Aleksi Rantala Juges de lignes : Aleksandr Otmakhov et Hannu Sormunen |
| 36               | Tirs | 24               |                  | Arbitrage : Antonín Jeřábek et Aleksi Rantala Juges de lignes : Aleksandr Otmakhov et Hannu Sormunen |

| 7 mai | Canada | 7-1 (2-0, 3-0, 2-1) | Danemark | Jyske Bank Boxen 10 800 spectateurs |

| Feuille de match | Feuille de match | Feuille de match                | Feuille de match                          | Feuille de match                                                                         |
| ---------------- | --- | ------------------------------- | ----------------------------------------- | ---------------------------------------------------------------------------------------- |
|                  | Bailey (Barzal, Schenn) — 8 min 25 s (SN) Ekblad (McDavid, Schwartz) — 11 min 57 s Eberle (McDavid, Parayko) — 24 min 16 s (SN) O'Reilly (Bailey, Schenn) — 26 min 53 s Nugent-Hopkins — 27 min 17 s Nugent-Hopkins (McDavid, Chabot) — 46 min 43 s - Jost (Nurse, Barzal) — 58 min 10 s | 1-0 2-0 3-0 4-0 5-0 6-0 6-1 7-1 | - Jensen Aabo (Lauridsen) — 51 min 53 s - | Arbitrage : Jozef Kubuš et Linus Öhlund Juges de lignes : Jake Davis et Lukas Kohlmüller |
| McElhinney       | Gardiens | Dahm                            |                                           | Arbitrage : Jozef Kubuš et Linus Öhlund Juges de lignes : Jake Davis et Lukas Kohlmüller |
| 6 min            | Pénalités | 6 min                           |                                           | Arbitrage : Jozef Kubuš et Linus Öhlund Juges de lignes : Jake Davis et Lukas Kohlmüller |
| 31               | Tirs | 15                              |                                           | Arbitrage : Jozef Kubuš et Linus Öhlund Juges de lignes : Jake Davis et Lukas Kohlmüller |

| 8 mai | Corée du Sud | 0-5 (0-, 0-1, 0-2) | Lettonie | Jyske Bank Boxen 5 227 spectateurs |

| Feuille de match | Feuille de match | Feuille de match    | Feuille de match | Feuille de match                                                                           |
| ---------------- | ---------------- | ------------------- | --- | ------------------------------------------------------------------------------------------ |
|                  | -                | 0-1 0-2 0-3 0-4 0-5 | Meija (Rubīns) — 11 min 46 s Ķēniņš (Balcers, Ābols) — 18 min 45 s Ro. Bukarts (Karsums, Sotnieks) — 28 min 22 s Balcers (Indrašis, Ābols) — 41 min 33 s (SN) Bukarts (Ābols, Indrašis) — 59 min 59 s (SN) | Arbitrage : Mark Lemelin et Timothy Mayer Juges de lignes : Jon Kilian et Nathan Vanoosten |
| Dalton           | Gardiens         | Merzļikins          | | Arbitrage : Mark Lemelin et Timothy Mayer Juges de lignes : Jon Kilian et Nathan Vanoosten |
| 18 min           | Pénalités        | 4 min               | | Arbitrage : Mark Lemelin et Timothy Mayer Juges de lignes : Jon Kilian et Nathan Vanoosten |
| 16               | Tirs             | 38                  | | Arbitrage : Mark Lemelin et Timothy Mayer Juges de lignes : Jon Kilian et Nathan Vanoosten |

| 8 mai | Finlande | 7-0 (2-0, 4-0, 1-0) | Norvège | Jyske Bank Boxen 4 617 spectateurs |

| Feuille de match | Feuille de match | Feuille de match                   | Feuille de match | Feuille de match                                                                             |
| ---------------- | --- | ---------------------------------- | ---------------- | -------------------------------------------------------------------------------------------- |
|                  | Savinainen (Aho, Nutivaara) — 4 min 3 s Anttila — 7 min 13 s Teräväinen (Granlund, Koivisto) — 21 min 1 s Kapanen (Heiskanen, Rantanen) — 23 min 41 s Nutivaara (Rantanen, Granlund) — 38 min 18 s (SN) Granlund (Teräväinen, Honka) — 39 min 45 s (JS) Mäenalanen (Manninen) — 57 min 45 s (IN) | 1-0 2-0 3-0 4-0 5-0 6-0 7-0        | -                | Arbitrage : Oliver Gouin et Konstantin Olenine Juges de lignes : Rene Jensen et Brian Oliver |
| Säteri           | Gardiens | Haugen (40 min) Haukeland (20 min) |                  | Arbitrage : Oliver Gouin et Konstantin Olenine Juges de lignes : Rene Jensen et Brian Oliver |
| 8 min            | Pénalités | 8 min                              |                  | Arbitrage : Oliver Gouin et Konstantin Olenine Juges de lignes : Rene Jensen et Brian Oliver |
| 34               | Tirs | 10                                 |                  | Arbitrage : Oliver Gouin et Konstantin Olenine Juges de lignes : Rene Jensen et Brian Oliver |

| 9 mai | Allemagne | 6-1 (1-0, 3-0, 2-1) | Corée du Sud | Jyske Bank Boxen 7 092 spectateurs |

| Feuille de match | Feuille de match | Feuille de match            | Feuille de match              | Feuille de match                                                                                |
| ---------------- | --- | --------------------------- | ----------------------------- | ----------------------------------------------------------------------------------------------- |
|                  | Draisaitl (Plachta, Y. Seidenberg) — 10 min 2 s (SN) Ehliz (Plachta, Y. Seidenberg) — 20 min 41 s (SN) Hager (Holzer, Draisaitl) — 29 min 27 s Tiffels (Michaelis) — 34 min 42 s Ehliz (Kahun, Draisaitl) — 48 min 37 s Y. Seidenberg (Plachta) — 52 min 33 s (SN) - | 1-0 2-0 3-0 4-0 5-0 6-0 6-1 | - Radunski (Ahn) — 57 min 1 s | Arbitrage : Jan Hribik et Mikko Kaukokari Juges de lignes : Miroslav Lhotský et Sakari Suominen |
| Treutle          | Gardiens | Dalton                      |                               | Arbitrage : Jan Hribik et Mikko Kaukokari Juges de lignes : Miroslav Lhotský et Sakari Suominen |
| 28 min           | Pénalités | 18 min                      |                               | Arbitrage : Jan Hribik et Mikko Kaukokari Juges de lignes : Miroslav Lhotský et Sakari Suominen |
| 42               | Tirs | 26                          |                               | Arbitrage : Jan Hribik et Mikko Kaukokari Juges de lignes : Miroslav Lhotský et Sakari Suominen |

| 9 mai | Finlande | 2-3 (0-0, 1-2, 1-1) | Danemark | Jyske Bank Boxen 10 800 spectateurs |

| Feuille de match | Feuille de match                                                                                 | Feuille de match    | Feuille de match | Feuille de match                                                                            |
| ---------------- | ------------------------------------------------------------------------------------------------ | ------------------- | --- | ------------------------------------------------------------------------------------------- |
|                  | - Aho (Teräväinen, Granlund) — 34 min 33 s (SN) - Granlund (Koivisto, Nutivaara) — 55 min 50 s - | 0-1 1-1 1-2 2-2 2-3 | F. Nielsen (Jensen Aabo, Bødker) — 32 min 28 s (SN) - Bjorkstrand (Bødker, Lauridsen) — 37 min 10 s - Hardt (Bødker, F. Nielsen) — 58 min 1 s (SN) | Arbitrage : Timothy Mayer et Tobias Wehrli Juges de lignes : Dustin McCrank et Peter Šefčík |
| Husso            | Gardiens                                                                                         | Andersen            | | Arbitrage : Timothy Mayer et Tobias Wehrli Juges de lignes : Dustin McCrank et Peter Šefčík |
| 12 min           | Pénalités                                                                                        | 10 min              | | Arbitrage : Timothy Mayer et Tobias Wehrli Juges de lignes : Dustin McCrank et Peter Šefčík |
| 35               | Tirs                                                                                             | 17                  | | Arbitrage : Timothy Mayer et Tobias Wehrli Juges de lignes : Dustin McCrank et Peter Šefčík |

| 10 mai | États-Unis | 3-2 (pr) (1-1, 1-1, 0-0, 1-0) | Lettonie | Jyske Bank Boxen 5 215 spectateurs |

| Feuille de match | Feuille de match | Feuille de match    | Feuille de match                                                                                      | Feuille de match                                                                                    |
| ---------------- | --- | ------------------- | --- | --------------------------------------------------------------------------------------------------- |
|                  | Kreider (DeBrincat, Larkin) — 11 min 39 s (SN) - White (DeBrincat, Kane) — 37 min 38 s Atkinson (Gaudreau, Kane) — 61 min 23 s (SN) | 1-0 1-1 1-2 2-2 3-2 | - Balinskis (Bļugers, Ri. Bukarts) — 17 min 52 s Džeriņš (Indrašis, Ro. Bukarts) — 23 min 20 s (SN) - | Arbitrage : Oliver Gouin et Konstantin Olenine Juges de lignes : Dmitri Golyak et Andreas Malmqvist |
| Kinkaid          | Gardiens | Merzļikins          | | Arbitrage : Oliver Gouin et Konstantin Olenine Juges de lignes : Dmitri Golyak et Andreas Malmqvist |
| 12 min           | Pénalités | 16 min              | | Arbitrage : Oliver Gouin et Konstantin Olenine Juges de lignes : Dmitri Golyak et Andreas Malmqvist |
| 33               | Tirs | 19                  | | Arbitrage : Oliver Gouin et Konstantin Olenine Juges de lignes : Dmitri Golyak et Andreas Malmqvist |

| 10 mai | Norvège | 0-5 (0-3, 0-1, 0-1) | Canada | Jyske Bank Boxen 5 139 spectateurs |

| Feuille de match | Feuille de match | Feuille de match    | Feuille de match | Feuille de match                                                                            |
| ---------------- | ---------------- | ------------------- | --- | ------------------------------------------------------------------------------------------- |
|                  | -                | 0-1 0-2 0-3 0-4 0-5 | McDavid (Parayko) — 1 min 23 s Horvat (Pageau) — 12 min 49 s (IN) McDavid (Schwartz) — 15 min 41 s McDavid (Parayko, Nugent-Hopkins) — 28 min 3 s Horvat (Dubois) — 42 min 24 s | Arbitrage : Mikko Kaukokari et Mark Lemelin Juges de lignes : Nicolas Fluri et Gleb Lazarev |
| Haugen           | Gardiens         | McElhinney          | | Arbitrage : Mikko Kaukokari et Mark Lemelin Juges de lignes : Nicolas Fluri et Gleb Lazarev |
| 22 min           | Pénalités        | 16 min              | | Arbitrage : Mikko Kaukokari et Mark Lemelin Juges de lignes : Nicolas Fluri et Gleb Lazarev |
| 10               | Tirs             | 33                  | | Arbitrage : Mikko Kaukokari et Mark Lemelin Juges de lignes : Nicolas Fluri et Gleb Lazarev |

| 11 mai | Danemark | 3-0 (1-0, 2-0, 0-0) | Norvège | Jyske Bank Boxen 10 800 spectateurs |

| Feuille de match | Feuille de match | Feuille de match | Feuille de match | Feuille de match                                                                         |
| ---------------- | --- | ---------------- | ---------------- | ---------------------------------------------------------------------------------------- |
|                  | N. Jensen (Larsen, Regin) — 19 min 13 s (SN) N. Jensen (Larsen, Bjorkstrand) — 26 min 17 s (SN) Storm (Bødker, Jensen Aabo) — 33 min 58 s (SN) | 1-0 2-0 3-0      | -                | Arbitrage : Jan Hribik et Timothy Mayer Juges de lignes : Dustin McCrank et Peter Šefčík |
| Andersen         | Gardiens | Haukeland        |                  | Arbitrage : Jan Hribik et Timothy Mayer Juges de lignes : Dustin McCrank et Peter Šefčík |
| 10 min           | Pénalités | 12 min           |                  | Arbitrage : Jan Hribik et Timothy Mayer Juges de lignes : Dustin McCrank et Peter Šefčík |
| 25               | Tirs | 21               |                  | Arbitrage : Jan Hribik et Timothy Mayer Juges de lignes : Dustin McCrank et Peter Šefčík |

| 11 mai | États-Unis | 13-1 (4-1, 4-0, 5-0) | Corée du Sud | Jyske Bank Boxen 7 563 spectateurs |

| Feuille de match | Feuille de match | Feuille de match                                            | Feuille de match                                 | Feuille de match                                                                                   |
| ---------------- | --- | ----------------------------------------------------------- | ------------------------------------------------ | -------------------------------------------------------------------------------------------------- |
|                  | - Lee (Larkin, Gaudreau) — 8 min 35 s Kane (Gaudreau) — 12 min 56 s (2 SN) McAvoy (Kane, Gaudreau) — 13 min 29 s (2 SN) McAvoy (Kreider, Larkin) — 19 min 16 s Ryan (Martinez) — 23 min 42 s (IN) Coleman (Martinez, White) — 27 min 6 s Kane (McAvoy) — 28 min 41 s (SN) Atkinson (Kane, McAvoy) — 32 min 18 s (2 SN) Thompson (Milano, Jensen) — 45 min 6 s Atkinson (Kane, McAvoy) — 46 min 11 s Pionk (Butcher) — 49 min 9 s Ryan (DeBrincat, Pionk) — 51 min 40 s (SN) Milano (DeBrincat, Thompson) — 58 min 50 s | 0-1 1-1 2-1 3-1 4-1 5-1 6-1 7-1 8-1 9-1 10-1 11-1 12-1 13-1 | Ahn JH (Kim S., Kim Won-jun) — 5 min 23 s (SN) - | Arbitrage : Mikael Sjöqvist et Tobias Wehrli Juges de lignes : Miroslav Lhotský et Sakari Suominen |
| Darling          | Gardiens | Dalton (27 min 6 s) Park S. (32 min 54 s)                   |                                                  | Arbitrage : Mikael Sjöqvist et Tobias Wehrli Juges de lignes : Miroslav Lhotský et Sakari Suominen |
| 10 min           | Pénalités | 22 min                                                      |                                                  | Arbitrage : Mikael Sjöqvist et Tobias Wehrli Juges de lignes : Miroslav Lhotský et Sakari Suominen |
| 57               | Tirs | 13                                                          |                                                  | Arbitrage : Mikael Sjöqvist et Tobias Wehrli Juges de lignes : Miroslav Lhotský et Sakari Suominen |

| 12 mai | Lettonie | 3-1 (0-0, 1-0, 2-1) | Allemagne | Jyske Bank Boxen 8 997 spectateurs |

| Feuille de match | Feuille de match | Feuille de match | Feuille de match                  | Feuille de match                                                                                  |
| ---------------- | --- | ---------------- | --------------------------------- | ------------------------------------------------------------------------------------------------- |
|                  | Ķēniņš (Ābols, Balcers) — 36 min 54 s Galviņš (Indrašis, Džeriņš) — 40 min 15 s Džeriņš (Rēdlihs, Freibergs) — 47 min 54 s - | 1-0 2-0 3-0 3-1  | - Kahun (Draisaitl) — 48 min 40 s | Arbitrage : Mikko Kaukokari et Timothy Mayer Juges de lignes : Nicolas Fluri et Andreas Malmqvist |
| Merzļikins       | Gardiens | Treutle          |                                   | Arbitrage : Mikko Kaukokari et Timothy Mayer Juges de lignes : Nicolas Fluri et Andreas Malmqvist |
| 4 min            | Pénalités | 14 min           |                                   | Arbitrage : Mikko Kaukokari et Timothy Mayer Juges de lignes : Nicolas Fluri et Andreas Malmqvist |
| 32               | Tirs | 34               |                                   | Arbitrage : Mikko Kaukokari et Timothy Mayer Juges de lignes : Nicolas Fluri et Andreas Malmqvist |

| 12 mai | Danemark | 3-1 (0-0, 2-1, 1-0) | Corée du Sud | Jyske Bank Boxen 10 591 spectateurs |

| Feuille de match | Feuille de match | Feuille de match | Feuille de match                  | Feuille de match                                                                                  |
| ---------------- | --- | ---------------- | --------------------------------- | ------------------------------------------------------------------------------------------------- |
|                  | F. Nielsen (D. Nielsen) — 22 min 55 s - J. Jensen (Bjorkstrand) — 32 min 14 s Hardt (F. Nielsen, Jensen Aabo) — 56 min 35 s (SN) | 1-0 1-1 2-1 3-1  | - Kim K. (Kim S.) — 24 min 18 s - | Arbitrage : Mikael Sjöqvist et Mikael Sjöqvist Juges de lignes : Dustin McCrank et Dustin McCrank |
| Andersen         | Gardiens | Dalton           |                                   | Arbitrage : Mikael Sjöqvist et Mikael Sjöqvist Juges de lignes : Dustin McCrank et Dustin McCrank |
| 4 min            | Pénalités | 8 min            |                                   | Arbitrage : Mikael Sjöqvist et Mikael Sjöqvist Juges de lignes : Dustin McCrank et Dustin McCrank |
| 28               | Tirs | 14               |                                   | Arbitrage : Mikael Sjöqvist et Mikael Sjöqvist Juges de lignes : Dustin McCrank et Dustin McCrank |

| 12 mai | Canada | 1-5 (1-3, 0-0, 0-2) | Finlande | Jyske Bank Boxen 9 313 spectateurs |

| Feuille de match                               | Feuille de match                  | Feuille de match        | Feuille de match | Feuille de match                                                                               |
| ---------------------------------------------- | --------------------------------- | ----------------------- | --- | ---------------------------------------------------------------------------------------------- |
|                                                | - Pageau (Horvat) — 10 min 55 s - | 0-1 1-1 1-2 1-3 1-4 1-5 | Rantanen — 8 min 50 s - Pesonen (Nutivaara, Tolvanen) — 13 min 48 s (SN) Rantanen (Granlund, Teräväinen) — 16 min 35 s (SN) Tolvanen — 45 min 17 s Teräväinen (Aho) — 45 min 27 s | Arbitrage : Mark Lemelin et Konstantin Olenine Juges de lignes : Dmitri Golyak et Peter Šefčík |
| McElhinney (16 min 35 s) Kuemper (43 min 25 s) | Gardiens                          | Säteri                  | | Arbitrage : Mark Lemelin et Konstantin Olenine Juges de lignes : Dmitri Golyak et Peter Šefčík |
| 22 min                                         | Pénalités                         | 16 min                  | | Arbitrage : Mark Lemelin et Konstantin Olenine Juges de lignes : Dmitri Golyak et Peter Šefčík |
| 31                                             | Tirs                              | 22                      | | Arbitrage : Mark Lemelin et Konstantin Olenine Juges de lignes : Dmitri Golyak et Peter Šefčík |

| 13 mai | Norvège | 3-9 (0-3, 1-4, 2-2) | États-Unis | Jyske Bank Boxen 4 553 spectateurs |

| Feuille de match                            | Feuille de match | Feuille de match                                | Feuille de match | Feuille de match                                                                                |
| ------------------------------------------- | --- | ----------------------------------------------- | --- | ----------------------------------------------------------------------------------------------- |
|                                             | - Forsberg (Lindström) — 27 min - K. Olimb (Bonsaksen, Holøs) — 46 min 5 s (SN) M. Olimb (Lindström, Bull) — 47 min 9 s - | 0-1 0-2 0-3 0-4 1-4 1-5 1-6 1-7 1-8 2-8 3-8 3-9 | Kane (McAvoy, Atkinson) — 8 min 24 s (SN) Kane (DeBrincat, Atkinson) — 12 min 18 s (SN) McAvoy (DeBrincat) — 15 min 25 s Larkin — 21 min 3 s (SN) - Martinez (Larkin) — 30 min 38 s Lee (Larkin, Gaudreau) — 36 min 40 s Atkinson (Jensen, Kane) — 39 min 8 s White (Bonino, Murphy) — 42 min 50 s - Pionk (Bonino, Kreider) — 57 min 27 s | Arbitrage : Roman Gofman et Tobias Wehrli Juges de lignes : Miroslav Lhotský et Sakari Suominen |
| Haugen (30 min 38 s) Haukeland (29 min 22s) | Gardiens | Kinkaid (40 min) Darling (20 min)               | | Arbitrage : Roman Gofman et Tobias Wehrli Juges de lignes : Miroslav Lhotský et Sakari Suominen |
| 10 min                                      | Pénalités | 22 min                                          | | Arbitrage : Roman Gofman et Tobias Wehrli Juges de lignes : Miroslav Lhotský et Sakari Suominen |
| 26                                          | Tirs | 48                                              | | Arbitrage : Roman Gofman et Tobias Wehrli Juges de lignes : Miroslav Lhotský et Sakari Suominen |

| 13 mai | Allemagne | 3-2 (pr) (0-1, 2-0, 0-1, 1-0) | Finlande | Jyske Bank Boxen 5 077 spectateurs |

| Feuille de match | Feuille de match | Feuille de match    | Feuille de match                                                                  | Feuille de match                                                                       |
| ---------------- | --- | ------------------- | --------------------------------------------------------------------------------- | -------------------------------------------------------------------------------------- |
|                  | - Tiffels (Y. Seidenberg, Michaelis) — 25 min 56 s Krupp (Hager, Eisenschmid) — 38 min 48 s - Eisenschmid (Kahun) — 62 min | 0-1 1-1 2-1 2-2 3-2 | Tolvanen (Riikola) — 2 min 26 s - Aho (Granlund, Teräväinen) — 57 min 54 s (SN) - | Arbitrage : Oliver Gouin et Jan Hribik Juges de lignes : Nicolas Fluri et Gleb Lazarev |
| Niederberger     | Gardiens | Husso               |                                                                                   | Arbitrage : Oliver Gouin et Jan Hribik Juges de lignes : Nicolas Fluri et Gleb Lazarev |
| 6 min            | Pénalités | 4 min               |                                                                                   | Arbitrage : Oliver Gouin et Jan Hribik Juges de lignes : Nicolas Fluri et Gleb Lazarev |
| 15               | Tirs | 38                  |                                                                                   | Arbitrage : Oliver Gouin et Jan Hribik Juges de lignes : Nicolas Fluri et Gleb Lazarev |

| 14 mai | Corée du Sud | 0-3 (0-1, 0-0, 0-2) | Norvège | Jyske Bank Boxen 3 330 spectateurs |

| Feuille de match | Feuille de match | Feuille de match | Feuille de match | Feuille de match                                                                               |
| ---------------- | ---------------- | ---------------- | --- | ---------------------------------------------------------------------------------------------- |
|                  | -                | 0-1 0-2 0-3      | Lindström (M. Olimb, Espeland) — 13 min 35 s (SN) Valkvæ Olsen (Bastiansen, Espeland) — 46 min 55 s Holøs (K. Olimb, Thoresen) — 50 min 2 s (SN) | Arbitrage : Brett Iverson et Mikko Kaukokari Juges de lignes : Dmitri Golyak et Dustin McCrank |
| Dalton           | Gardiens         | Haugen           | | Arbitrage : Brett Iverson et Mikko Kaukokari Juges de lignes : Dmitri Golyak et Dustin McCrank |
| 12 min           | Pénalités        | 2 min            | | Arbitrage : Brett Iverson et Mikko Kaukokari Juges de lignes : Dmitri Golyak et Dustin McCrank |
| 17               | Tirs             | 30               | | Arbitrage : Brett Iverson et Mikko Kaukokari Juges de lignes : Dmitri Golyak et Dustin McCrank |

| 14 mai | Canada | 2-1 (pr) (1-0, 0-0, 0-1, 1-0) | Lettonie | Jyske Bank Boxen 2 966 spectateurs |

| Feuille de match | Feuille de match                                                                   | Feuille de match | Feuille de match                                | Feuille de match                                                                                |
| ---------------- | ---------------------------------------------------------------------------------- | ---------------- | ----------------------------------------------- | ----------------------------------------------------------------------------------------------- |
|                  | Beauvillier (Pageau, Barzal) — 2 min 51 s - McDavid (Nugent-Hopkins) — 60 min 46 s | 1-0 1-1 2-1      | - Rubīns (Ro. Bukarts, Bļugers) — 41 min 50 s - | Arbitrage : Stephen Reneau et Tobias Wehrli Juges de lignes : Andreas Malmqvist et Peter Šefčík |
| Kuemper          | Gardiens                                                                           | Gudļevskis       |                                                 | Arbitrage : Stephen Reneau et Tobias Wehrli Juges de lignes : Andreas Malmqvist et Peter Šefčík |
| 4 min            | Pénalités                                                                          | 4 min            |                                                 | Arbitrage : Stephen Reneau et Tobias Wehrli Juges de lignes : Andreas Malmqvist et Peter Šefčík |
| 33               | Tirs                                                                               | 15               |                                                 | Arbitrage : Stephen Reneau et Tobias Wehrli Juges de lignes : Andreas Malmqvist et Peter Šefčík |

| 15 mai | Finlande | 6-2 (2-0, 1-0, 3-2) | États-Unis | Jyske Bank Boxen 6 343 spectateurs |

| Feuille de match | Feuille de match | Feuille de match                | Feuille de match                                                                 | Feuille de match                                                                                     |
| ---------------- | --- | ------------------------------- | -------------------------------------------------------------------------------- | --- |
|                  | Aho (Savinanien) — 10 min 17 s Aho (Nutivaara) — 17 min 15 s Rantanen (Nutivaara, Granlund) — 37 min 51 s Anttila (Manninen) — 47 min 42 s - Kapanen (Tolvanen, Savinainen) — 53 min 57 s (SN) - Aho (Kivistö) — 56 min 45 s (CV) | 1-0 2-0 3-0 4-0 4-1 5-1 5-2 6-2 | - Kane (McAvoy) — 21 min 33 s (SN + JS) - Ryan (McAvoy, Kreider) — 54 min 44 s - | Arbitrage : Brett Iverson et Mikael Sjöqvist Juges de lignes : Miroslav Lhotský et Andreas Malmqvist |
| Säteri           | Gardiens | Kinkaid                         |                                                                                  | Arbitrage : Brett Iverson et Mikael Sjöqvist Juges de lignes : Miroslav Lhotský et Andreas Malmqvist |
| 8 min            | Pénalités | 10 min                          |                                                                                  | Arbitrage : Brett Iverson et Mikael Sjöqvist Juges de lignes : Miroslav Lhotský et Andreas Malmqvist |
| 36               | Tirs | 37                              |                                                                                  | Arbitrage : Brett Iverson et Mikael Sjöqvist Juges de lignes : Miroslav Lhotský et Andreas Malmqvist |

| 15 mai | Canada | 3-0 (1-0, 1-0, 1-0) | Allemagne | Jyske Bank Boxen 6 200 spectateurs |

| Feuille de match | Feuille de match | Feuille de match | Feuille de match | Feuille de match                                                                           |
| ---------------- | --- | ---------------- | ---------------- | ------------------------------------------------------------------------------------------ |
|                  | Schenn (Nugent-Hopkins, McDavid) — 20 s Nugent-Hopkins (McDavid, Ekblad) — 28 min 14 s Jost (Edmundson) — 49 min 48 s | 1-0 2-0 3-0      | -                | Arbitrage : Roman Gofman et Stephen Reneau Juges de lignes : Nicolas Fluri et Gleb Lazarev |
| Kuemper          | Gardiens | Treutle          |                  | Arbitrage : Roman Gofman et Stephen Reneau Juges de lignes : Nicolas Fluri et Gleb Lazarev |
| 4 min            | Pénalités | 6 min            |                  | Arbitrage : Roman Gofman et Stephen Reneau Juges de lignes : Nicolas Fluri et Gleb Lazarev |
| 30               | Tirs | 12               |                  | Arbitrage : Roman Gofman et Stephen Reneau Juges de lignes : Nicolas Fluri et Gleb Lazarev |

| 15 mai | Lettonie | 1-0 (1-0, 0-0, 0-0) | Danemark | Jyske Bank Boxen 10 800 spectateurs |

| Feuille de match | Feuille de match                | Feuille de match | Feuille de match | Feuille de match                                                                              |
| ---------------- | ------------------------------- | ---------------- | ---------------- | --------------------------------------------------------------------------------------------- |
|                  | Džeriņš (Indrašis) — 9 min 14 s | 1-0              | -                | Arbitrage : Antonín Jeřábek et Jozef Kubuš Juges de lignes : Dmitri Golyak et Sakari Suominen |
| Merzļikins       | Gardiens                        | Andersen         |                  | Arbitrage : Antonín Jeřábek et Jozef Kubuš Juges de lignes : Dmitri Golyak et Sakari Suominen |
| 2 min            | Pénalités                       | 16 min           |                  | Arbitrage : Antonín Jeřábek et Jozef Kubuš Juges de lignes : Dmitri Golyak et Sakari Suominen |
| 28               | Tirs                            | 19               |                  | Arbitrage : Antonín Jeřábek et Jozef Kubuš Juges de lignes : Dmitri Golyak et Sakari Suominen |

##### Classement
| Clt   | Équipe       | PJ | V | VP | D | DP | BP | BC | Diff | Pts |
| ----- | ------------ | -- | - | -- | - | -- | -- | -- | ---- | --- |
| +001, | Finlande     | 7  | 5 | 0  | 1 | 1  | 38 | 11 | +27  | 16  |
| +002, | États-Unis   | 7  | 4 | 2  | 1 | 0  | 39 | 16 | +23  | 16  |
| +003, | Canada       | 7  | 4 | 1  | 1 | 1  | 32 | 12 | +20  | 15  |
| +004, | Lettonie     | 7  | 3 | 1  | 1 | 2  | 16 | 16 | 0    | 13  |
| +005, | Danemark     | 7  | 3 | 1  | 3 | 0  | 13 | 17 | -4   | 11  |
| +006, | Allemagne    | 7  | 1 | 1  | 3 | 2  | 16 | 20 | -4   | 7   |
| +007, | Norvège      | 7  | 1 | 1  | 4 | 1  | 13 | 31 | -18  | 6   |
| +008, | Corée du Sud | 7  | 0 | 0  | 7 | 0  | 4  | 48 | -44  | 0   |

- En gras : qualifié pour les quarts de finale
- En italique : relégué en division IA

Pour les significations des abréviations, voir statistiques du hockey sur glace.

### Phase finale

#### Tableau
|  | Quarts de finale | Quarts de finale |        |            | Demi-finales           | Demi-finales           |   |  | Finale | Finale |
|  | Quarts de finale | Quarts de finale |        |            | Demi-finales           | Demi-finales           |   |  | Finale | Finale |
|  |                  |                  |        |            |                        |                        |   |  |        |        |
|  | 17 mai           | 17 mai           |        |            | 19 mai                 | 19 mai                 |   |  | 20 mai | 20 mai |
|  | 17 mai           | 17 mai           |        |            | 19 mai                 | 19 mai                 |   |  | 20 mai | 20 mai |
|  | Suède            | 3                |        |            | 19 mai                 | 19 mai                 |   |  | 20 mai | 20 mai |
|  | Suède            | 3                |        |            | 19 mai                 | 19 mai                 |   |  | 20 mai | 20 mai |
|  | Lettonie         | 2                |        |            | 19 mai                 | 19 mai                 |   |  | 20 mai | 20 mai |
|  | Lettonie         | 2                | Suède  | 6          |                        |                        |   |  | 20 mai | 20 mai |
|  | 17 mai           |                  | Suède  | 6          |                        |                        |   |  | 20 mai | 20 mai |
|  |                  | États-Unis       | 0      |            |                        |                        |   |  | 20 mai | 20 mai |
|  | États-Unis       | États-Unis       | 0      | 3          |                        |                        |   |  | 20 mai | 20 mai |
|  | États-Unis       |                  |        | 3          |                        |                        |   |  | 20 mai | 20 mai |
|  | Tchéquie         | 2                |        |            |                        |                        |   |  | 20 mai | 20 mai |
|  | Tchéquie         | 2                | Suède  | 3F         |                        |                        |   |  |        |        |
|  | 17 mai           |                  | Suède  | 3F         |                        |                        |   |  |        |        |
|  |                  | Suisse           | 2      |            |                        |                        |   |  |        |        |
|  | Russie           | Suisse           | 2      | 4          |                        |                        |   |  |        |        |
|  | Russie           | 19 mai           |        | 4          |                        |                        |   |  |        |        |
|  | Canada           | 5                |        |            |                        |                        |   |  |        |        |
|  | Canada           | 5                | Canada | 2          |                        |                        |   |  |        |        |
|  | 17 mai           | 17 mai           | Canada | 2          | Match pour la 3e place | Match pour la 3e place |   |  |        |        |
|  | 17 mai           | 17 mai           |        | Suisse     | Match pour la 3e place | Match pour la 3e place | 3 |  |        |        |
|  | Finlande         | 2                | 20 mai | 20 mai     |                        |                        | 3 |  |        |        |
|  | Finlande         | 2                | 20 mai | 20 mai     |                        |                        |   |  |        |        |
|  | Suisse           | 3                |        | États-Unis | 4                      |                        |   |  |        |        |
|  | Suisse           | 3                |        | États-Unis | 4                      |                        |   |  |        |        |
|  |                  |                  |        |            |                        |                        |   |  | Canada | 1      |
|  |                  |                  |        |            |                        |                        |   |  | Canada | 1      |

#### Quarts de finale
| 17 mai | Russie | 4-5 (pr) (0-1, 2-1, 2-2, 0-1) | Canada | Royal Arena 9 017 spectateurs |

| Feuille de match | Feuille de match | Feuille de match                    | Feuille de match | Feuille de match                                                                            |
| ---------------- | --- | ----------------------------------- | --- | ------------------------------------------------------------------------------------------- |
|                  | - Mikheïev (Anissimov, Zaïtsev) — 32 min 53 s Barabanov (Dadonov) — 37 min 32 s (JS) - Andronov (Zaïtsev, Sochnikov) — 48 min 44 s - Anissimov (Grigorenko, Zaïtsev) — 54 min 34 s - | 0-1 0-2 1-2 2-2 2-3 3-3 3-4 4-4 4-5 | Parayko (McDavid, Eberle) — 4 min 45 s (SN) Nugent-Hopkins (McDavid, Parayko) — 31 min 51 s (SN) - Turris (Schwartz) — 47 min 11 s - Dubois (Jost) — 52 min 36 s - O'Reilly (McDavid, Ekblad) — 64 min 57 s (SN) | Arbitrage : Mark Lemelin et Aleksi Rantala Juges de lignes : Brian Oliver et Hannu Sormunen |
| Chestiorkine     | Gardiens | Kuemper                             | | Arbitrage : Mark Lemelin et Aleksi Rantala Juges de lignes : Brian Oliver et Hannu Sormunen |
| 8 min            | Pénalités | 2 min                               | | Arbitrage : Mark Lemelin et Aleksi Rantala Juges de lignes : Brian Oliver et Hannu Sormunen |
| 30               | Tirs | 41                                  | | Arbitrage : Mark Lemelin et Aleksi Rantala Juges de lignes : Brian Oliver et Hannu Sormunen |

| 17 mai | États-Unis | 3-2 (2-0, 0-2, 1-0) | République tchèque | Jyske Bank Boxen 4 846 spectateurs |

| Feuille de match | Feuille de match                                                                                | Feuille de match    | Feuille de match                                                                   | Feuille de match                                                                               |
| ---------------- | ----------------------------------------------------------------------------------------------- | ------------------- | ---------------------------------------------------------------------------------- | ---------------------------------------------------------------------------------------------- |
|                  | Kane (Ryan) — 10 min 36 s Atkinson (Bonino, Gaudreau) — 12 min 19 s - Kane (Ryan) — 46 min 58 s | 1-0 2-0 2-1 2-2 3-2 | - Řepík (Faksa, Gudas) — 24 min 56 s Nečas (Pastrňák, Hronek) — 30 min 55 s (SN) - | Arbitrage : Mikko Kaukokari et Jozef Kubuš Juges de lignes : Dustin McCrank et Sakari Suominen |
| Kinkaid          | Gardiens                                                                                        | Francouz            |                                                                                    | Arbitrage : Mikko Kaukokari et Jozef Kubuš Juges de lignes : Dustin McCrank et Sakari Suominen |
| 10 min           | Pénalités                                                                                       | 2 min               |                                                                                    | Arbitrage : Mikko Kaukokari et Jozef Kubuš Juges de lignes : Dustin McCrank et Sakari Suominen |
| 31               | Tirs                                                                                            | 26                  |                                                                                    | Arbitrage : Mikko Kaukokari et Jozef Kubuš Juges de lignes : Dustin McCrank et Sakari Suominen |

| 17 mai | Suède | 3-2 (0-0, 1-1, 2-1) | Lettonie | Royal Arena 12 490 spectateurs |

| Feuille de match | Feuille de match | Feuille de match    | Feuille de match                                                       | Feuille de match                                                                                         |
| ---------------- | --- | ------------------- | ---------------------------------------------------------------------- | --- |
|                  | Forsberg (Kempe, Ekman-Larsson) — 26 min 36 s - Arvidsson (Ekholm) — 41 min 49 s Ekman-Larsson (Kempe, Rakell) — 46 min 27 s (SN) - | 1-0 1-1 2-1 3-1 3-2 | - Bļugers (Ri. Bukarts) — 31 min 59 s - Balcers (Ķēniņš) — 50 min 21 s | Arbitrage : Timothy Mayer et Konstantin Olenine Juges de lignes : Lukas Kohlmüller et Aleksandr Otmakhov |
| Nilsson          | Gardiens | Merzļikins          |                                                                        | Arbitrage : Timothy Mayer et Konstantin Olenine Juges de lignes : Lukas Kohlmüller et Aleksandr Otmakhov |
| 10 min           | Pénalités | 2 min               |                                                                        | Arbitrage : Timothy Mayer et Konstantin Olenine Juges de lignes : Lukas Kohlmüller et Aleksandr Otmakhov |
| 34               | Tirs | 24                  |                                                                        | Arbitrage : Timothy Mayer et Konstantin Olenine Juges de lignes : Lukas Kohlmüller et Aleksandr Otmakhov |

| 17 mai | Finlande | 2-3 (1-0, 0-3, 1-0) | Suisse | Jyske Bank Boxen 5 634 spectateurs |

| Feuille de match | Feuille de match                                                                           | Feuille de match    | Feuille de match                                                                                              | Feuille de match                                                                                 |
| ---------------- | ------------------------------------------------------------------------------------------ | ------------------- | --- | ------------------------------------------------------------------------------------------------ |
|                  | Nutivaara (Koivisto, Rantanen) — 7 min 1 s - Rantanen (Savinainen, Aho) — 48 min 20 s (SN) | 1-0 1-1 1-2 1-3 2-3 | - Corvi (Fiala, Niederreiter) — 29 min 13 s Vermin (Meier) — 32 min 32 s Hofmann (Moser, Fora) — 33 min 8 s - | Arbitrage : Antonín Jeřábek et Stephen Reneau Juges de lignes : Gleb Lazarev et Miroslav Lhotský |
| Säteri           | Gardiens                                                                                   | Genoni              | | Arbitrage : Antonín Jeřábek et Stephen Reneau Juges de lignes : Gleb Lazarev et Miroslav Lhotský |
| 0 min            | Pénalités                                                                                  | 8 min               | | Arbitrage : Antonín Jeřábek et Stephen Reneau Juges de lignes : Gleb Lazarev et Miroslav Lhotský |
| 34               | Tirs                                                                                       | 27                  | | Arbitrage : Antonín Jeřábek et Stephen Reneau Juges de lignes : Gleb Lazarev et Miroslav Lhotský |

#### Demi-finales
| 19 mai | Suède | 6-0 (1-0, 3-0, 2-0) | États-Unis | Royal Arena 12 490 spectateurs |

| Feuille de match | Feuille de match | Feuille de match        | Feuille de match | Feuille de match                                                                              |
| ---------------- | --- | ----------------------- | ---------------- | --------------------------------------------------------------------------------------------- |
|                  | Arvidsson (de la Rose, Forsberg) — 14 min 43 s Pääjärvi (Backlund) — 27 min 9 s Hörnqvist (Backlund, Klingberg) — 30 min 5 s Janmark (Rakell) — 30 min 16 s Arvidsson (Zibanejad) — 51 min 7 s Kempe (Backlund) — 57 min 1 s | 1-0 2-0 3-0 4-0 5-0 6-0 | -                | Arbitrage : Roman Gofman et Oliver Gouin Juges de lignes : Dustin McCrank et Nathan Vanoosten |
| Nilsson          | Gardiens | Kinkaid                 |                  | Arbitrage : Roman Gofman et Oliver Gouin Juges de lignes : Dustin McCrank et Nathan Vanoosten |
| 14 min           | Pénalités | 6 min                   |                  | Arbitrage : Roman Gofman et Oliver Gouin Juges de lignes : Dustin McCrank et Nathan Vanoosten |
| 20               | Tirs | 41                      |                  | Arbitrage : Roman Gofman et Oliver Gouin Juges de lignes : Dustin McCrank et Nathan Vanoosten |

| 19 mai | Canada | 2-3 (0-1, 1-1, 1-1) | Suisse | Royal Arena 12 166 spectateurs |

| Feuille de match | Feuille de match                                                                  | Feuille de match    | Feuille de match | Feuille de match                                                                              |
| ---------------- | --------------------------------------------------------------------------------- | ------------------- | --- | --------------------------------------------------------------------------------------------- |
|                  | - Horvat (Dubois, Pageau) — 27 min 20 s - Parayko (McDavid, Schenn) — 57 min 53 s | 0-1 1-1 1-2 1-3 2-3 | Scherwey (Untersander, Kukan) — 18 min 41 s - Hofmann (Andrighetto) — 29 min 40 s Haas (Andrighetto, Diaz) — 44 min 14 s - | Arbitrage : Mikko Kaukokari et Jozef Kubuš Juges de lignes : Miroslav Lhotský et Brian Oliver |
| Kuemper          | Gardiens                                                                          | Genoni              | | Arbitrage : Mikko Kaukokari et Jozef Kubuš Juges de lignes : Miroslav Lhotský et Brian Oliver |
| 6 min            | Pénalités                                                                         | 2 min               | | Arbitrage : Mikko Kaukokari et Jozef Kubuš Juges de lignes : Miroslav Lhotský et Brian Oliver |
| 45               | Tirs                                                                              | 17                  | | Arbitrage : Mikko Kaukokari et Jozef Kubuš Juges de lignes : Miroslav Lhotský et Brian Oliver |

#### Match pour la troisième place
| 20 mai | États-Unis | 4-1 (0-0, 1-1, 3-0) | Canada | Royal Arena 21 111 spectateurs |

| Feuille de match | Feuille de match | Feuille de match    | Feuille de match                         | Feuille de match                                                                                 |
| ---------------- | --- | ------------------- | ---------------------------------------- | ------------------------------------------------------------------------------------------------ |
|                  | Kreider (Larkin, DeBrincat) — 26 min 40 s (SN) - Bonino (Kane) — 53 min 21 s (SN) Lee (McAvoy) — 57 min 45 s (CV) Kreider — 58 min 18 s (CV) | 1-0 1-1 2-1 3-1 4-1 | - Vlasic (Horvat, Turris) — 38 min 6 s - | Arbitrage : Mikko Kaukokari et Jozef Kubuš Juges de lignes : Miroslav Lhotský et Sakari Suominen |
| Kinkaid          | Gardiens | McElhinney          |                                          | Arbitrage : Mikko Kaukokari et Jozef Kubuš Juges de lignes : Miroslav Lhotský et Sakari Suominen |
| 4 min            | Pénalités | 14 min              |                                          | Arbitrage : Mikko Kaukokari et Jozef Kubuš Juges de lignes : Miroslav Lhotský et Sakari Suominen |
| 37               | Tirs | 25                  |                                          | Arbitrage : Mikko Kaukokari et Jozef Kubuš Juges de lignes : Miroslav Lhotský et Sakari Suominen |

#### Finale
| 20 mai | Suède | 3-2 (TB) (1-1, 1-1, 0-0, 0-0, 1-0) | Suisse | Royal Arena 12 490 spectateurs |

| Feuille de match | Feuille de match                                                                                        | Feuille de match    | Feuille de match                                                                    | Feuille de match                                                                            |
| ---------------- | --- | ------------------- | ----------------------------------------------------------------------------------- | ------------------------------------------------------------------------------------------- |
|                  | - Nyquist (Eckholm) — 17 min 54 s - Zibanejad (Ekman-Larsson) — 34 min 53 s (SN) Forsberg — 80 min (TB) | 0-1 1-1 1-2 2-2 3-2 | Niederreiter (Josi, Fiala) — 16 min 38 s - Meier (Corvi, Josi) — 23 min 13 s (SN) - | Arbitrage : Roman Gofman et Oliver Gouin Juges de lignes : Gleb Lazarev et Nathan Vanoosten |
| Nilsson          | Gardiens                                                                                                | Genoni              |                                                                                     | Arbitrage : Roman Gofman et Oliver Gouin Juges de lignes : Gleb Lazarev et Nathan Vanoosten |
| 4 min            | Pénalités                                                                                               | 10 min              |                                                                                     | Arbitrage : Roman Gofman et Oliver Gouin Juges de lignes : Gleb Lazarev et Nathan Vanoosten |
| 38               | Tirs | 27                  |                                                                                     | Arbitrage : Roman Gofman et Oliver Gouin Juges de lignes : Gleb Lazarev et Nathan Vanoosten |

### Classement final
Pour les significations des abréviations, voir statistiques du hockey sur glace.
| Place              | Équipe       | Groupe | PJ | V | VP | D | DP | BP | BC | Diff | Pts | Résultat final                 |
| ------------------ | ------------ | ------ | -- | - | -- | - | -- | -- | -- | ---- | --- | ------------------------------ |
| Médaille d'or      | Suède        | A      | 10 | 8 | 2  | 0 | 0  | 43 | 13 | +30  | 28  | Champion du monde              |
| Médaille d'argent  | Suisse       | A      | 10 | 5 | 1  | 2 | 2  | 33 | 26 | +7   | 19  | Vice-champion du monde         |
| Médaille de bronze | États-Unis   | B      | 10 | 6 | 2  | 2 | 0  | 46 | 25 | +21  | 22  | Troisième place                |
| 4                  | Canada       | B      | 10 | 4 | 2  | 3 | 1  | 40 | 23 | +17  | 17  | Quatrième place                |
| 5                  | Finlande     | B      | 8  | 5 | 0  | 2 | 1  | 40 | 14 | +26  | 16  | Éliminé en quart de finale     |
| 6                  | Russie       | A      | 8  | 5 | 0  | 1 | 2  | 36 | 15 | +21  | 17  | Éliminé en quart de finale     |
| 7                  | Tchéquie     | A      | 8  | 3 | 3  | 2 | 0  | 29 | 18 | +11  | 15  | Éliminé en quart de finale     |
| 8                  | Lettonie     | B      | 8  | 3 | 1  | 2 | 2  | 18 | 19 | -1   | 13  | Éliminé en quart de finale     |
| 9                  | Slovaquie    | A      | 7  | 3 | 0  | 2 | 2  | 19 | 20 | -1   | 11  | Éliminé en phase de groupe     |
| 10                 | Danemark     | B      | 7  | 3 | 1  | 3 | 0  | 13 | 17 | -4   | 11  | Éliminé en phase de groupe     |
| 11                 | Allemagne    | B      | 7  | 1 | 1  | 3 | 2  | 16 | 20 | -4   | 7   | Éliminé en phase de groupe     |
| 12                 | France       | A      | 7  | 2 | 0  | 5 | 0  | 13 | 29 | -16  | 6   | Éliminé en phase de groupe     |
| 13                 | Norvège      | B      | 7  | 1 | 1  | 4 | 1  | 13 | 31 | -18  | 6   | Éliminé en phase de groupe     |
| 14                 | Autriche     | A      | 7  | 1 | 0  | 5 | 1  | 13 | 30 | -17  | 4   | Éliminé en phase de groupe     |
| 15                 | Biélorussie  | A      | 7  | 0 | 0  | 7 | 0  | 8  | 36 | -28  | 0   | Relégué en Division IA en 2019 |
| 16                 | Corée du Sud | B      | 7  | 0 | 0  | 7 | 0  | 4  | 48 | -44  | 0   | Relégué en Division IA en 2019 |

### Médaillés
| Champions du monde Suède | Lias Andersson, Viktor Arvidsson, Mikael Backlund, Jacob de la Rose, Oliver Ekman-Larsson, Dennis Everberg, Filip Forsberg, Erik Gustafsson, Filip Gustavsson, Magnus Hellberg, Patric Hörnqvist, Mattias Janmark, Adrian Kempe, John Klingberg, Adam Larsson, Johan Larsson, Hampus Lindholm, Anders Nilsson, John Norman, Gustav Nyquist, Magnus Pääjärvi Svensson, Elias Pettersson, Rickard Rakell, Mikael Wikstrand et Mika Zibanejad Entraîneur : Rikard Grönborg |

| Argent Suisse | Sven Andrighetto, Chris Baltisberger, Reto Berra, Enzo Corvi, Raphael Diaz, Kevin Fiala, Michael Fora, Lukas Frick, Joël Genazzi, Leonardo Genoni, Gaëtan Haas, Grégory Hofmann, Roman Josi, Dean Kukan, Timo Meier, Simon Moser, Mirco Müller, Nino Niederreiter, Damien Riat, Noah Rod, Reto Schäppi, Tristan Scherwey, Gilles Senn, Ramon Untersander et Joël Vermin Entraîneur : Patrick Fischer |

| Bronze États-Unis | Cameron Atkinson, Nick Bonino, Will Butcher, Blake Coleman, Scott Darling, Alex DeBrincat, John Gaudreau, Brian Gibbons, Quinn Hughes, Nick Jensen, Patrick Kane, Keith Kinkaid, Chris Kreider, Dylan Larkin, Anders Lee, Charlie Lindgren, Alec Martinez, Charlie McAvoy, Sonny Milano, Connor Murphy, Jordan Oesterle, Neal Pionk, Derek Ryan, Tage Thompson et Colin White Entraîneur : Jeff Blashill |

### Récompenses individuelles
| Équipe-type des médias.                                          |
| Aho Kane Rakell Larsson Ekman-Larsson Nilsson MVP : Patrick Kane |
| Aho Kane Rakell Larsson Ekman-Larsson Nilsson MVP : Patrick Kane |

Équipe type IIHF :
- Meilleur gardien : Frederik Andersen (Danemark)
- Meilleur défenseur : John Klingberg (Suède)
- Meilleur attaquant : Sebastian Aho (Finlande)

### Statistiques individuelles
| Clt | Joueur           | Équipe     | PJ | B | A  | Pts | Pun | +/- |
| --- | ---------------- | ---------- | -- | - | -- | --- | --- | --- |
| 1   | Patrick Kane     | États-Unis | 10 | 8 | 12 | 20  | 0   | -2  |
| 2   | Sebastian Aho    | Finlande   | 8  | 9 | 9  | 18  | 2   | +15 |
| 3   | Connor McDavid   | Canada     | 10 | 5 | 12 | 17  | 10  | +6  |
| 4   | Rickard Rakell   | Suède      | 10 | 6 | 8  | 14  | 6   | +7  |
| 5   | Teuvo Teräväinen | Finlande   | 8  | 5 | 9  | 14  | 8   | +14 |
| 6   | Cameron Atkinson | États-Unis | 10 | 7 | 4  | 11  | 2   | -3  |
| 7   | Mika Zibanejad   | Suède      | 10 | 6 | 5  | 11  | 0   | +10 |
| 8   | Mikko Rantanen   | Finlande   | 8  | 5 | 6  | 11  | 6   | +1  |
| 9   | Mattias Janmark  | Suède      | 10 | 4 | 6  | 10  | 8   | +8  |
| 9   | Chris Kreider    | États-Unis | 10 | 4 | 6  | 10  | 2   | +7  |

Pour les significations des abréviations, voir statistiques du hockey sur glace.
| Clt | Joueur               | Équipe    | PJ | Min          | BC | Moy  | %Arr  | Bl |
| --- | -------------------- | --------- | -- | ------------ | -- | ---- | ----- | -- |
| 1   | Anders Nilsson       | Suède     | 7  | 440 min      | 8  | 1,09 | 95,40 | 3  |
| 2   | Frederik Andersen    | Danemark  | 6  | 362 min 56 s | 10 | 1,65 | 94,38 | 1  |
| 3   | Igor Chestiorkine    | Russie    | 4  | 204 min 57 s | 5  | 1,46 | 94,19 | 2  |
| 4   | Elvis Merzļikins     | Lettonie  | 6  | 360 min 35 s | 9  | 1,50 | 94,04 | 2  |
| 5   | Harri Säteri         | Finlande  | 5  | 298 min 31 s | 7  | 1,41 | 93,86 | 1  |
| 6   | Curtis McElhinney    | Canada    | 5  | 243 min 37 s | 6  | 1,48 | 93,55 | 1  |
| 7   | Niklas Treutle       | Allemagne | 4  | 238 min 34 s | 10 | 2,52 | 91,94 | 0  |
| 8   | Bernhard Starkbaum   | Autriche  | 4  | 242 min 24 s | 11 | 2,72 | 91,79 | 1  |
| 9   | Leonardo Genoni      | Suisse    | 7  | 445 min 33 s | 19 | 2,56 | 91,52 | 0  |
| 10  | Vassili Kochetchkine | Russie    | 5  | 283 min 3 s  | 9  | 1,91 | 91,35 | 1  |

Pour les significations des abréviations, voir statistiques du hockey sur glace.

## Autres Divisions

### Division IA
La compétition se déroule à Budapest en Hongrie du 22 au 28 avril 2018.
| Clt   | Équipe              | PJ | V | VP | D | DP | BP | BC | Diff | Pts |
| ----- | ------------------- | -- | - | -- | - | -- | -- | -- | ---- | --- |
| +001, | Grande-Bretagne (P) | 5  | 3 | 1  | 1 | 0  | 16 | 15 | +1   | 11  |
| +002, | Italie (R)          | 5  | 3 | 0  | 2 | 0  | 15 | 11 | +4   | 9   |
| +003, | Kazakhstan          | 5  | 3 | 0  | 2 | 0  | 18 | 10 | +8   | 9   |
| +004, | Hongrie             | 5  | 2 | 0  | 2 | 1  | 9  | 14 | -5   | 7   |
| +005, | Slovénie (R)        | 5  | 2 | 0  | 3 | 0  | 15 | 15 | 0    | 6   |
| +006, | Pologne             | 5  | 1 | 0  | 4 | 0  | 11 | 19 | -8   | 3   |

| Pays |       |     |     |       |     |     |
|      |       | 4-3 | 1-6 | 3-2 F | 3-1 | 5-3 |
|      | 3-4   |     | 3-0 | 2-3   | 4-3 | 3-1 |
|      | 6-1   | 0-3 |     | 3-0   | 3-5 | 6-1 |
|      | 2-3 F | 3-2 | 0-3 |       | 1-4 | 3-2 |
|      | 1-3   | 3-4 | 5-3 | 4-1   |     | 2-4 |
|      | 3-5   | 1-3 | 1-6 | 2-3   | 4-2 |     |

Pour les significations des abréviations, voir statistiques du hockey sur glace.
- En gras : promu en Division Élite en 2019
- En italique : relégué en Division IB en 2019

### Division IB
La compétition se déroule à Kaunas en Lituanie du 22 au 28 avril 2018.
| Clt   | Équipe       | PJ | V | VP | D | DP | BP | BC | Diff | Pts |
| ----- | ------------ | -- | - | -- | - | -- | -- | -- | ---- | --- |
| +001, | Lituanie     | 5  | 4 | 1  | 0 | 0  | 26 | 9  | +17  | 14  |
| +002, | Japon        | 5  | 2 | 2  | 1 | 0  | 17 | 13 | +4   | 10  |
| +003, | Estonie      | 5  | 3 | 0  | 1 | 1  | 10 | 7  | +3   | 10  |
| +004, | Ukraine (R)  | 5  | 1 | 0  | 3 | 1  | 10 | 18 | -8   | 4   |
| +005, | Roumanie (P) | 5  | 1 | 0  | 3 | 1  | 12 | 18 | -6   | 4   |
| +006, | Croatie      | 5  | 1 | 0  | 4 | 0  | 11 | 21 | -10  | 3   |

| Pays |       |       |       |       |       |     |
|      |       | 6-1   | 4-1   | 5-4 P | 8-3   | 3-0 |
|      | 1-6   |       | 2-1 P | 7-1   | 3-2 P | 4-3 |
|      | 1-4   | 1-2 P |       | 2-0   | 1-0   | 5-1 |
|      | 4-5 P | 1-7   | 0-2   |       | 3-0   | 2-4 |
|      | 3-8   | 2-3 P | 0-1   | 0-3   |       | 7-3 |
|      | 0-3   | 3-4   | 1-5   | 4-2   | 3-7   |     |

Pour les significations des abréviations, voir statistiques du hockey sur glace.
- En gras : promu en Division IA en 2019
- En italique : relégué en Division IIA en 2019

### Division IIA
La compétition se déroule à Tilbourg aux Pays-Bas du 23 au 29 avril 2018.
| Clt   | Équipe       | PJ | V | VP | D | DP | BP | BC | Diff | Pts |
| ----- | ------------ | -- | - | -- | - | -- | -- | -- | ---- | --- |
| +001, | Pays-Bas (R) | 5  | 5 | 0  | 0 | 0  | 42 | 5  | +37  | 15  |
| +002, | Australie    | 5  | 3 | 1  | 1 | 0  | 19 | 14 | +5   | 11  |
| +003, | Serbie       | 5  | 3 | 0  | 1 | 1  | 16 | 14 | +2   | 10  |
| +004, | Chine (P)    | 5  | 2 | 0  | 3 | 0  | 10 | 16 | -6   | 6   |
| +005, | Belgique     | 5  | 1 | 0  | 4 | 0  | 11 | 28 | -17  | 3   |
| +006, | Islande      | 5  | 0 | 0  | 5 | 0  | 7  | 28 | -21  | 0   |

| Pays |      |       |       |     |      |      |
|      |      | 9-2   | 5-0   | 7-0 | 10-2 | 11-1 |
|      | 2-9  |       | 5-4 F | 3-1 | 6-0  | 3-0  |
|      | 0-5  | 4-5 F |       | 3-1 | 4-1  | 5-2  |
|      | 0-7  | 1-3   | 1-3   |     | 5-2  | 3-1  |
|      | 2-10 | 0-6   | 1-4   | 2-5 |      | 6-3  |
|      | 1-11 | 0-3   | 2-5   | 1-3 | 3-6  |      |

Pour les significations des abréviations, voir statistiques du hockey sur glace.
- En gras : promu en Division IB en 2019
- En italique : relégué en Division IIB en 2019

### Division IIB
La compétition se déroule à Grenade en Espagne du 16 au 22 avril 2018.
| Clt   | Équipe           | PJ | V | VP | D | DP | BP | BC | Diff | Pts |
| ----- | ---------------- | -- | - | -- | - | -- | -- | -- | ---- | --- |
| +001, | Espagne (R)      | 5  | 5 | 0  | 0 | 0  | 49 | 6  | +43  | 15  |
| +002, | Nouvelle-Zélande | 5  | 4 | 0  | 1 | 0  | 33 | 14 | +19  | 12  |
| +003, | Israël           | 5  | 3 | 0  | 2 | 0  | 24 | 14 | +10  | 9   |
| +004, | Corée du Nord    | 5  | 1 | 0  | 4 | 0  | 12 | 40 | -28  | 3   |
| +005, | Mexique          | 5  | 1 | 0  | 4 | 0  | 9  | 30 | -21  | 3   |
| +006, | Luxembourg (P)   | 5  | 1 | 0  | 4 | 0  | 6  | 29 | -23  | 3   |

| Pays |      |      |     |      |      |      |
|      |      | 6-4  | 4-0 | 15-1 | 14-0 | 10-1 |
|      | 4-6  |      | 5-2 | 12-4 | 5-1  | 7-1  |
|      | 0-4  | 2-5  |     | 9-1  | 5-3  | 8-1  |
|      | 1-15 | 4-12 | 1-9 |      | 5-2  | 1-2  |
|      | 0-14 | 1-5  | 3-5 | 2-5  |      | 3-1  |
|      | 1-10 | 1-7  | 1-8 | 2-1  | 1-3  |      |

Pour les significations des abréviations, voir statistiques du hockey sur glace.
- En gras : promu en Division IIA en 2019
- En italique : relégué en Division III en 2019

### Division III
La compétition se déroule au Cap en Afrique du Sud du 16 au 22 avril 2018.
| Clt   | Équipe         | PJ | V | VP | D | DP | BP | BC | Diff | Pts |
| ----- | -------------- | -- | - | -- | - | -- | -- | -- | ---- | --- |
| +001, | Géorgie        | 5  | 4 | 0  | 1 | 0  | 35 | 12 | +23  | 12  |
| +002, | Bulgarie       | 5  | 3 | 1  | 1 | 0  | 28 | 10 | +18  | 11  |
| +003, | Turquie (R)    | 5  | 3 | 0  | 1 | 1  | 22 | 14 | +8   | 10  |
| +004, | Taipei chinois | 5  | 2 | 0  | 3 | 0  | 16 | 25 | -9   | 6   |
| +005, | Afrique du Sud | 5  | 2 | 0  | 3 | 0  | 13 | 18 | -5   | 6   |
| +006, | Hong Kong      | 5  | 0 | 0  | 5 | 0  | 3  | 38 | -35  | 0   |

| Pays |      |       |       |      |     |      |
|      |      | 5-3   | 6-2   | 11-2 | 2-4 | 11-1 |
|      | 3-5  |       | 4-3 P | 7-2  | 4-0 | 10-0 |
|      | 2-6  | 3-4 P |       | 4-2  | 7-1 | 6-1  |
|      | 2-11 | 2-7   | 2-4   |      | 5-2 | 5-1  |
|      | 4-2  | 0-4   | 1-7   | 2-5  |     | 6-0  |
|      | 1-11 | 0-10  | 1-6   | 1-5  | 0-6 |      |

Pour les significations des abréviations, voir statistiques du hockey sur glace.
- En gras : promu en Division IIB en 2019
- En italique : relégué en Qualification pour la Division III en 2019

### Qualification pour la Division III
Prévu à l'origine à Abou Dabi aux Émirats arabes unis avec trois équipes, le tournoi est déplacé à Sarajevo en Bosnie-Herzégovine du 25 au 28 février 2018, à la suite du retrait des Émirats pour l'organisation et l'inclusion de la Bosnie-Herzégovine.
| Clt   | Équipe              | PJ | V | VP | D | DP | BP | BC | Diff | Pts |
| ----- | ------------------- | -- | - | -- | - | -- | -- | -- | ---- | --- |
| +001, | Turkménistan        | 3  | 3 | 0  | 0 | 0  | 41 | 5  | +36  | 9   |
| +002, | Bosnie-Herzégovine  | 3  | 2 | 0  | 1 | 0  | 17 | 15 | +2   | 6   |
| +003, | Émirats arabes unis | 3  | 1 | 0  | 2 | 0  | 5  | 12 | -7   | 3   |
| +004, | Koweït              | 3  | 0 | 0  | 3 | 0  | 5  | 36 | -31  | 0   |

| Pays |      |      |     |      |
|      |      | 13-3 | 4-0 | 24-2 |
|      | 3-13 |      | 6-1 | 8-1  |
|      | 0-4  | 1-6  |     | 4-2  |
|      | 2-24 | 1-8  | 2-4 |      |

Pour les significations des abréviations, voir statistiques du hockey sur glace.

## Droits télévisuels
Les matchs de l'Équipe de France de hockey sur glace seront diffusés sur la chaîne de télévision l’Équipe. Les matchs de l'Équipe de Suisse de hockey sur glace sont diffusés sur les chaînes de télévision de la Société suisse de radiodiffusion et télévision.